# Brodnica
Brodnica (wymowaⓘ; niem. Strasburg in Westpreußen, Strasburg an der Drewenz) – miasto w Polsce położone w województwie kujawsko-pomorskim, siedziba powiatu brodnickiego i gminy wiejskiej Brodnica. W latach 1975–1998 miejscowość administracyjnie należała do województwa toruńskiego.

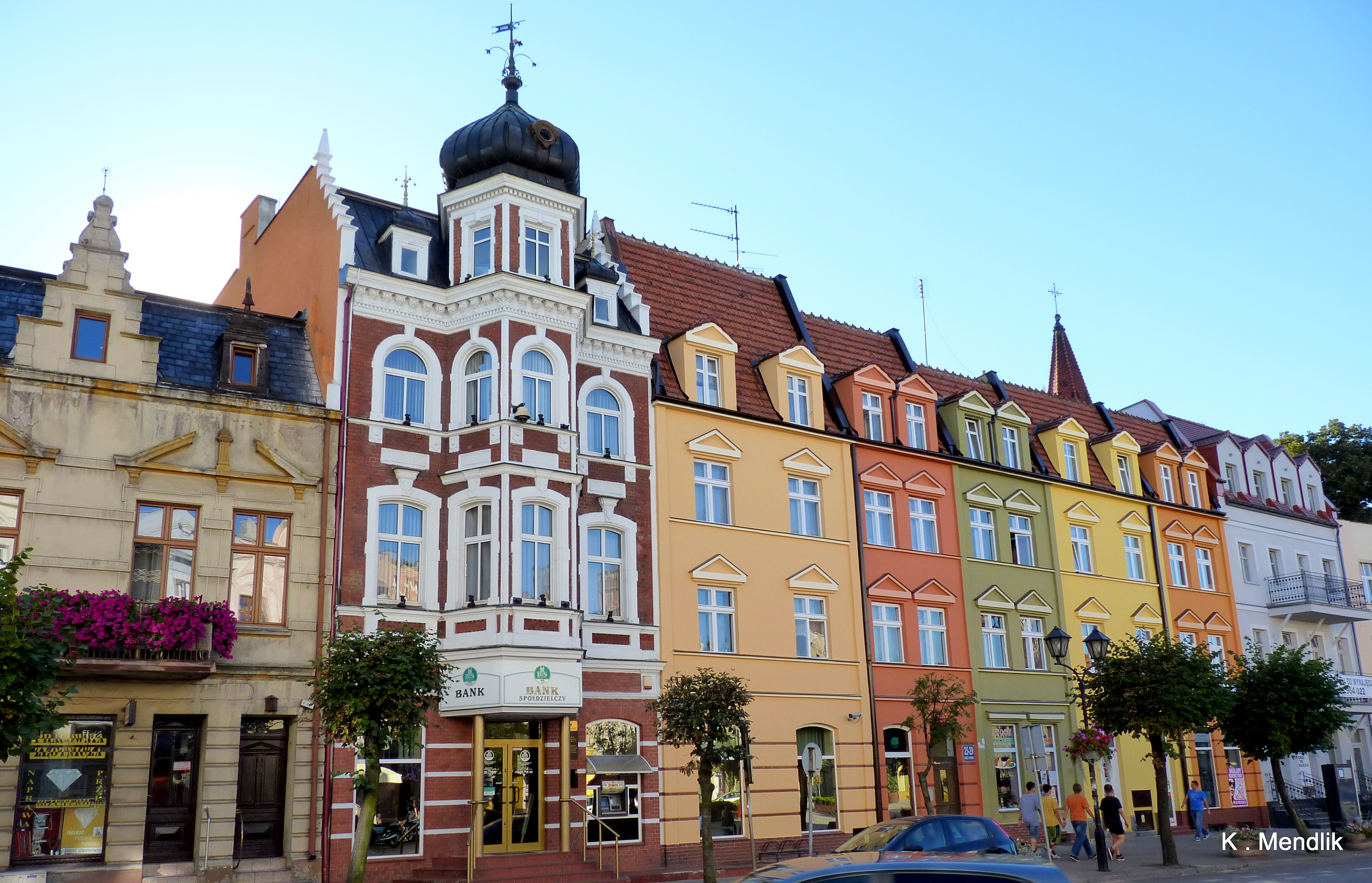
Kamienice na Dużym Rynku w Brodnicy

Według danych GUS z 31 grudnia 2022 roku Brodnica liczyła 28 190 mieszkańców.

## Położenie
Brodnica położona jest po obu stronach rzeki Drwęcy. Historyczne centrum miasta leży na prawym (wschodnim) brzegu rzeki, w ziemi chełmińskiej, natomiast obszar miasta na lewym brzegu rzeki położony jest w ziemi michałowskiej.
Miasto królewskie lokowane w 1238 roku położone było w XVI wieku w województwie chełmińskim. Miejsce obrad sejmików elekcyjnych województwa chełmińskiego.
Według regionalizacji fizycznogeograficznej Polski miasto położone jest na pograniczu trzech mezoregionów: Pojezierza Brodnickiego, Doliny Drwęcy oraz Pojezierza Dobrzyńskiego, stanowiących razem część makroregionu Pojezierza Chełmińsko-Dobrzyńskiego.

## Struktura powierzchni
Według danych z roku 2015 Brodnica ma obszar 23,15 km², w tym:
- użytki rolne: 32.26%
- użytki leśne: 8,5%

Miasto stanowi 2,2% powierzchni powiatu.

## Demografia
Dane z 31 grudnia 2022 roku:
| Opis                              | Ogółem | Ogółem | Kobiety | Kobiety | Mężczyźni | Mężczyźni |
| --------------------------------- | ------ | ------ | ------- | ------- | --------- | --------- |
| Jednostka                         | osób   | %      | osób    | %       | osób      | %         |
| Populacja                         | 28 429 | 100    | 14 797  | 52,05   | 13 632    | 47,95     |
| Gęstość zaludnienia [mieszk./km²] | 1228,0 | 1228,0 | 639,2   | 639,2   | 588,8     | 588,8     |

W 2008 roku miasto Brodnica liczyło 28 837 mieszkańców, w ciągu dwóch lat ich liczba spadła o 1106 do stanu 27 731 w roku 2010 i do roku 2015 utrzymywała się mniej więcej na podobnym stałym poziomie. W 2015 roku miasto miało 28 471 mieszkańców.
Piramida wieku mieszkańców Brodnicy w 2014 roku.

## Przyroda

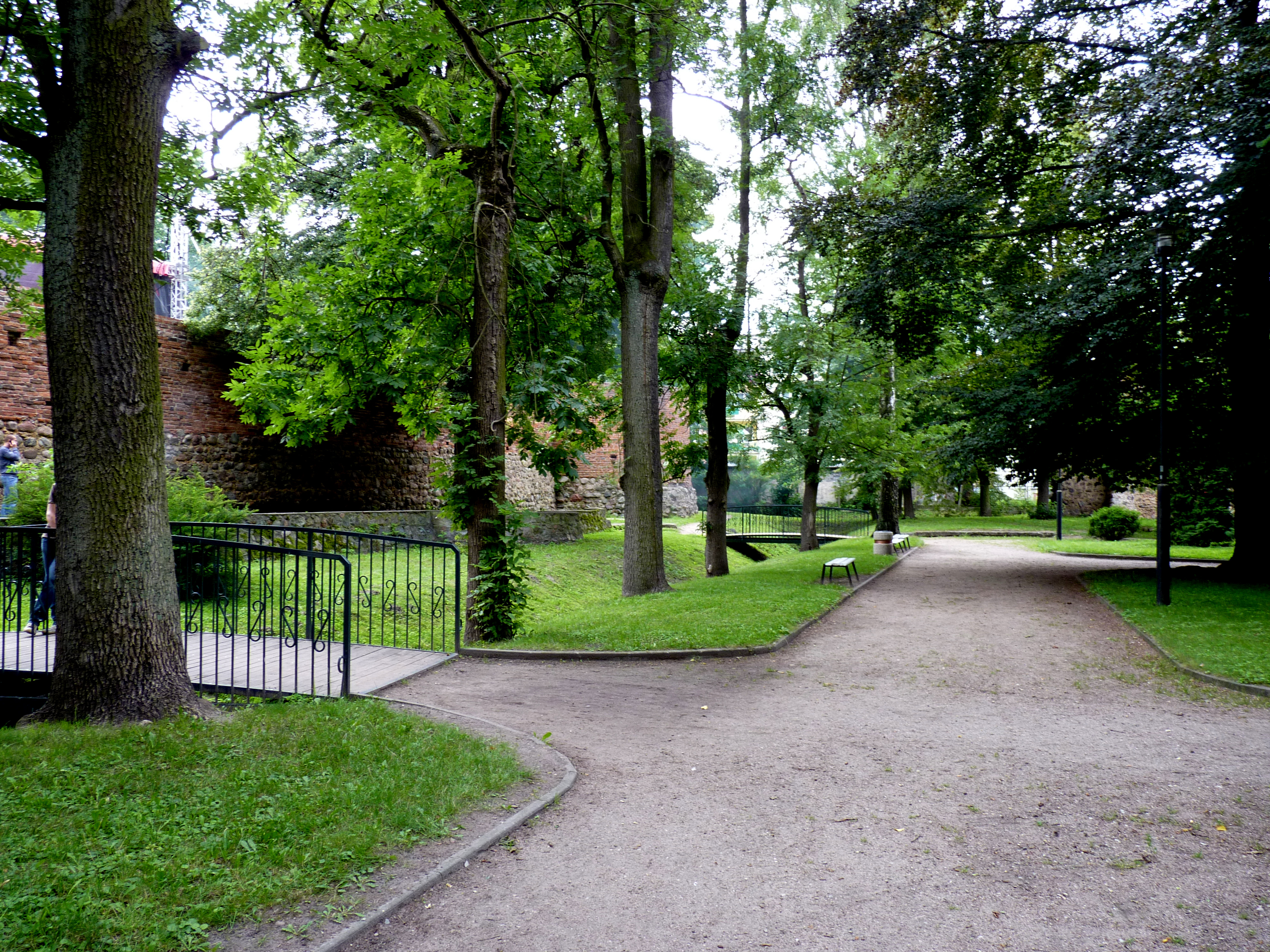
Park Chopina

Brodnica leży na terenie Pojezierza Brodnickiego. W jego centralnej części w 1985 roku utworzono Brodnicki Park Krajobrazowy. Jest to region wyjątkowo atrakcyjny turystycznie. Obejmuje swymi granicami obszary o najwyższych walorach przyrodniczych i krajobrazowych. Powierzchnia parku wynosi 16 685 ha. Ponad 60% powierzchni Parku zajmują lasy, a 10% wody. Znajduje się tutaj około 60 jezior, w tym 6 o powierzchni ponad 100 ha. W 2005 roku doszło do powiększenia Parku o jezioro Bachotek i tzw. Bagienną Dolinę Drwęcy, która jest cenną ostoją ptactwa wodno-błotnego (Obszar Natura 2000).
Brodnicki Park Krajobrazowy znajduje się na terenie gmin: Jabłonowo Pomorskie, Zbiczno, Kurzętnik i Biskupiec.
O wysokiej randze przyrodniczej obszaru świadczy występowanie 9 rezerwatów przyrody. Bogata jest fauna Pojezierza, a w szczególności awifauna. Największymi osobliwościami są: orlik krzykliwy, bocian czarny i bielik, a także kania rdzawa, żuraw, kormoran czarny, czapla siwa, bąk i zimorodek.

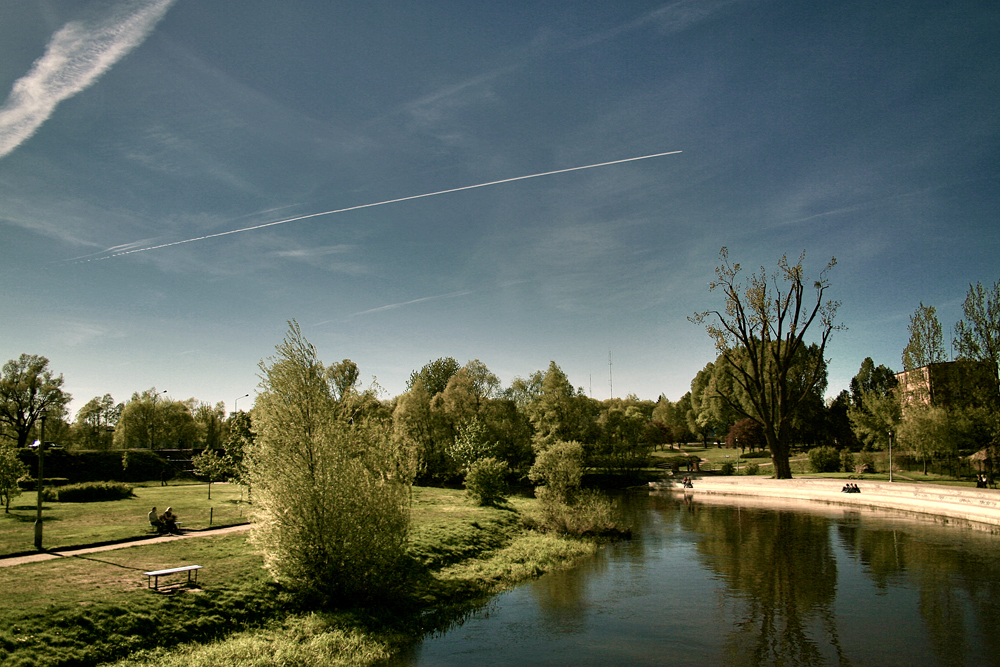
Rzeka Drwęca w Brodnicy
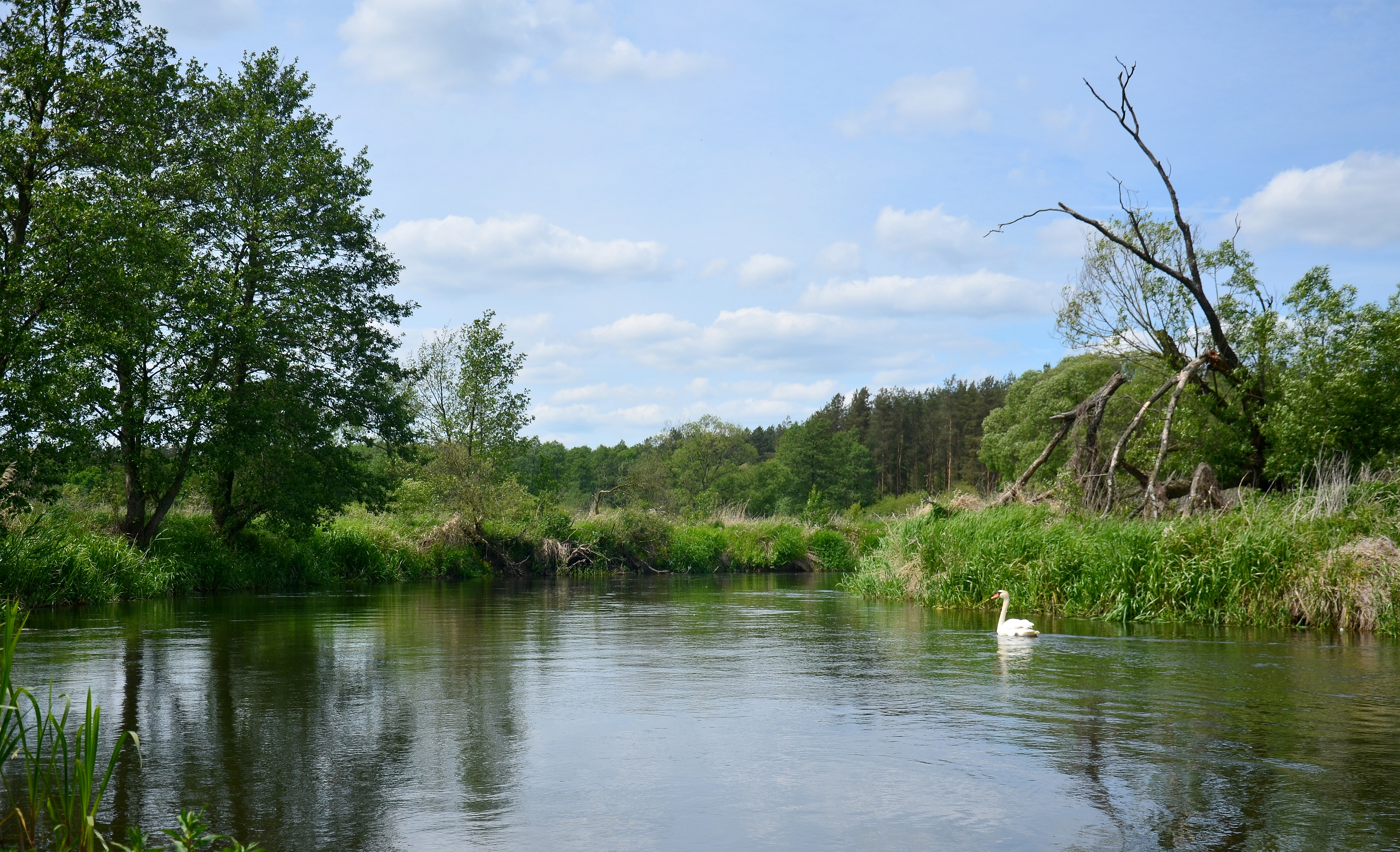
Bagienna Dolina Drwęcy
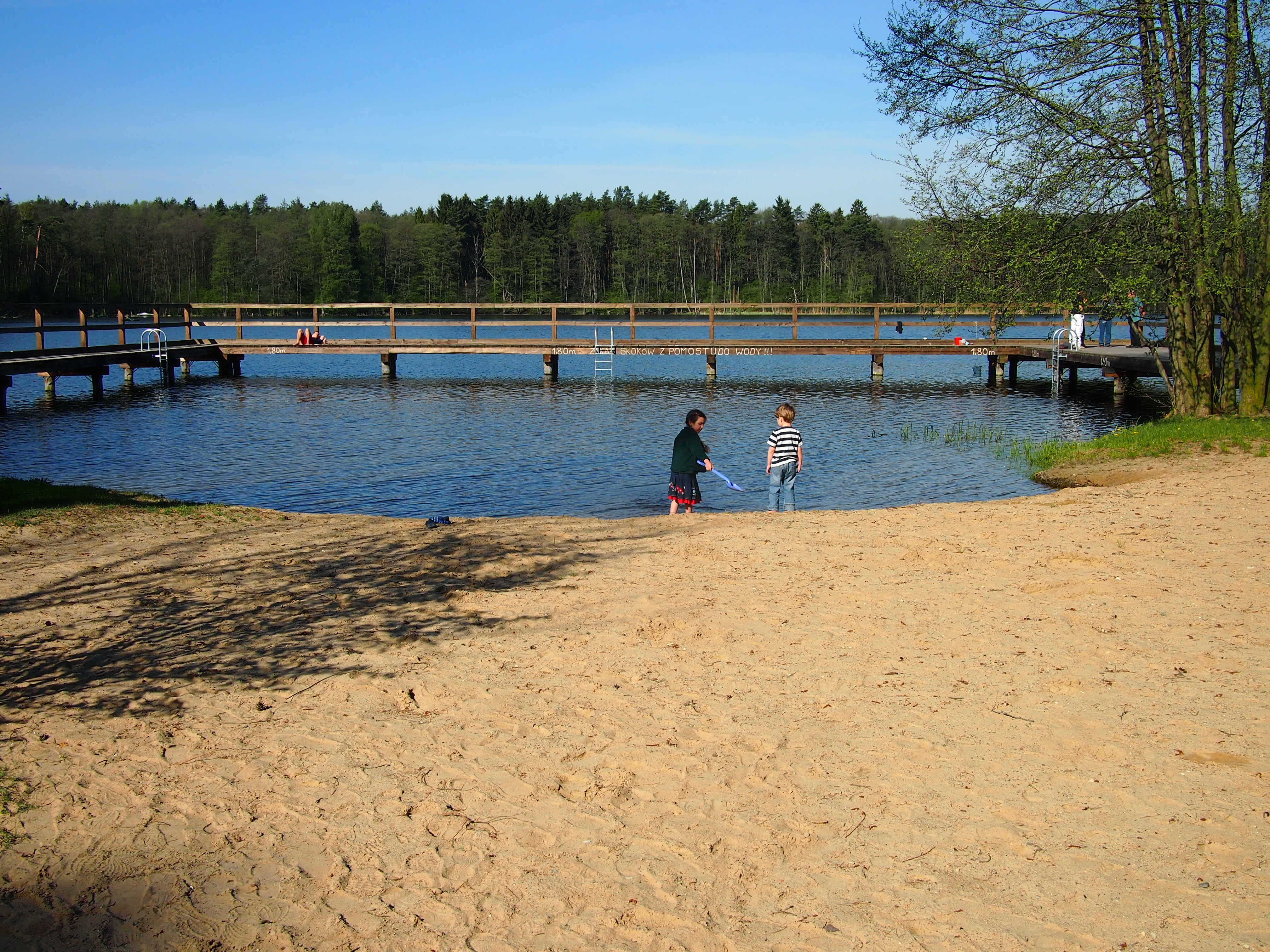
Jezioro Bachotek w pobliżu Brodnicy
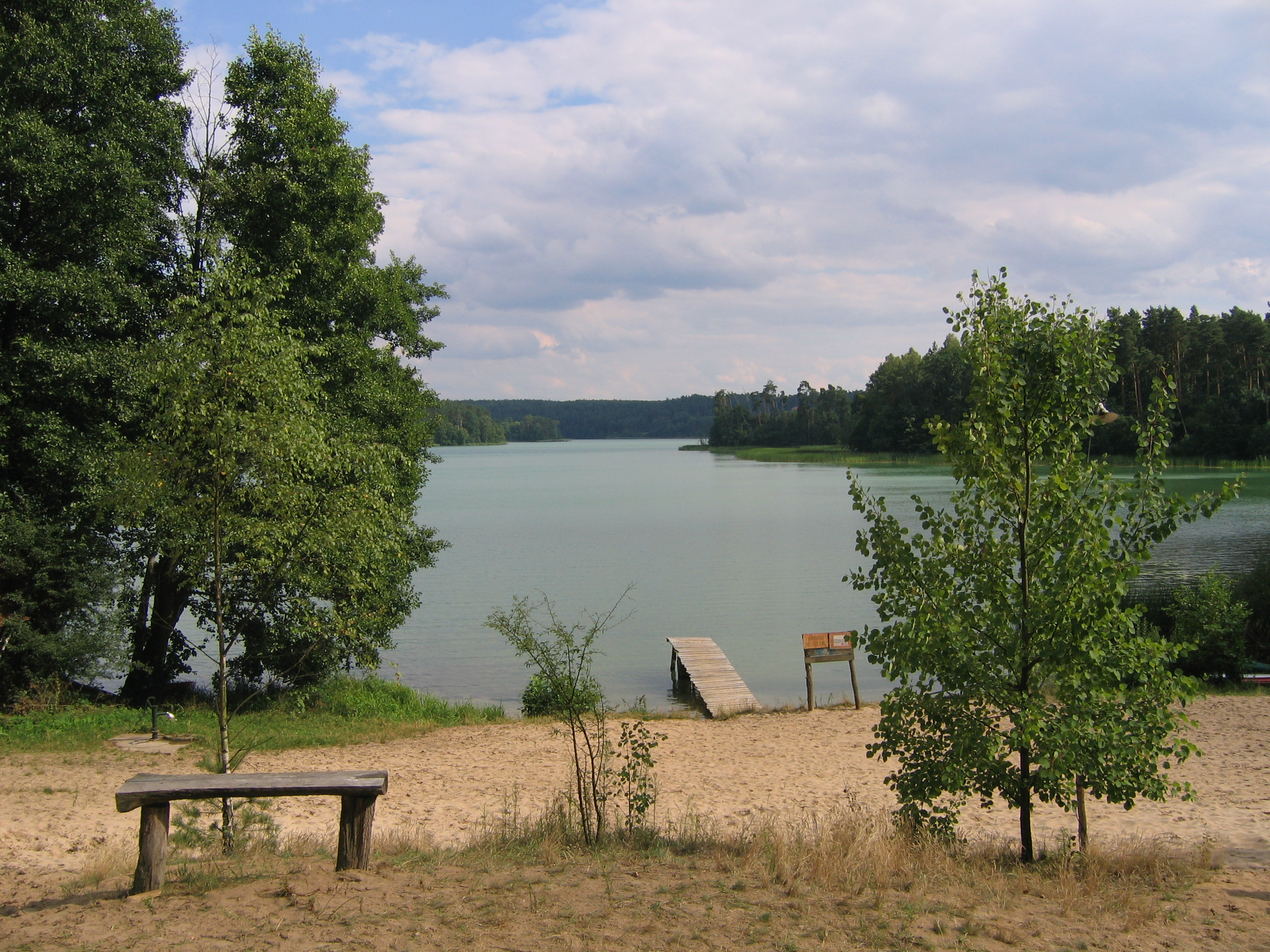
Jezioro Zbiczno w pobliżu Brodnicy

## Historia

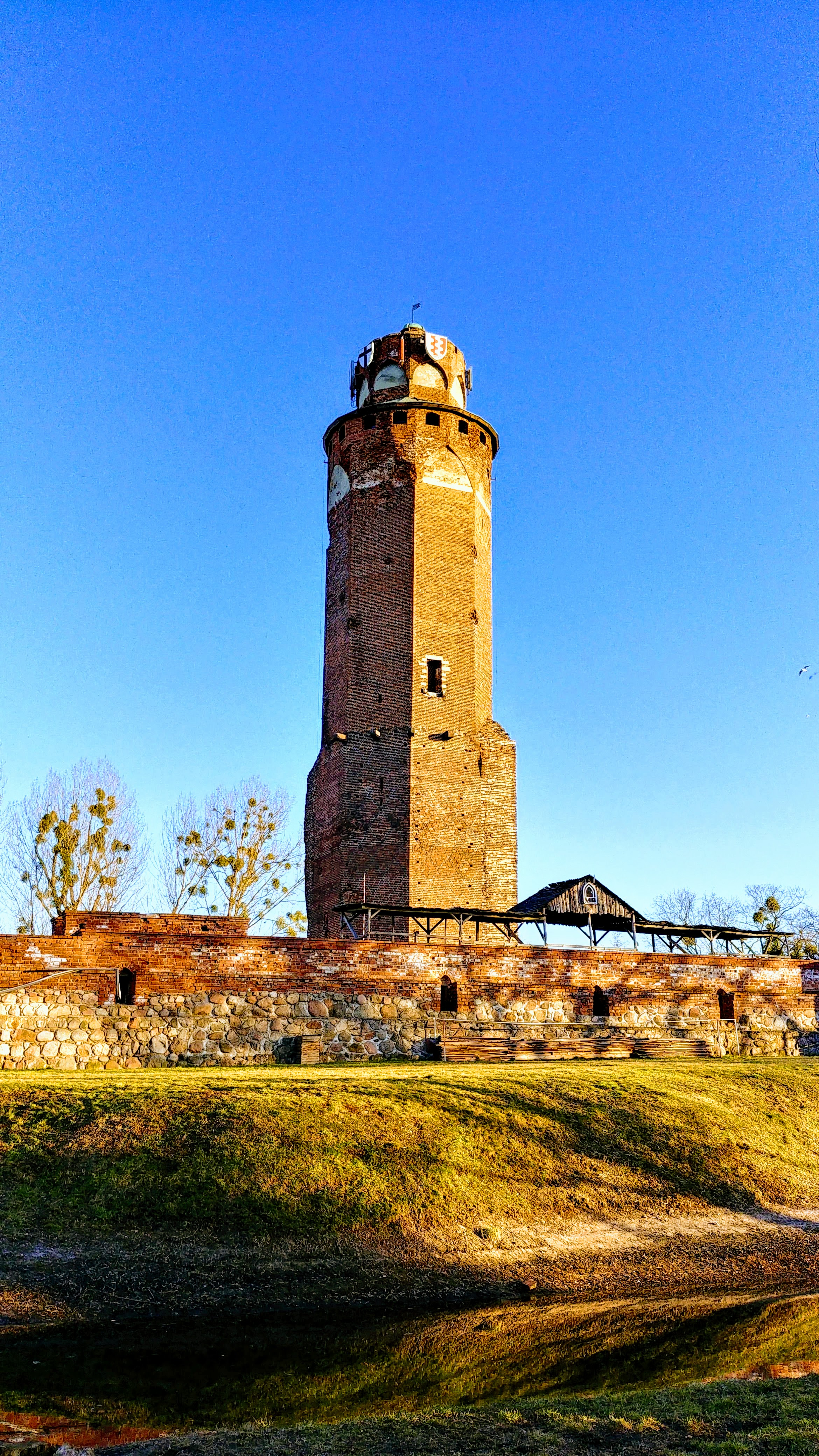
Wieża zamku krzyżackiego w Brodnicy

Pierwotnie tereny te należały do Polski wczesnopiastowskiej. Najstarszą częścią miasta jest leżące na lewym brzegu Drwęcy Michałowo, gdzie już od XII wieku istniała komora celna i kasztelania należąca do książąt mazowieckich i kujawskich w okresie rozbicia dzielnicowego Polski. Pierwszy zapis dotyczący spalenia grodu Straisberg przez Jaćwingów odnotowany został w kronice Piotra z Dusburga w 1263 roku. Drugi zapis o ataku Litwinów na osadę Brodnicę pochodzi z 1298 roku. Zdaniem historyków pierwsza wzmianka dotyczy raczej strażnicy zakonnej nad jeziorem Strażym, a druga umocnień w rejonie Żmijewa, zatem niekoniecznie muszą odnosić się do osad na terenie dzisiejszego miasta. 
Ziemie na lewym brzegu Drwęcy w okolicach Michałowa stały się w 1303 roku własnością zakonu krzyżackiego. Książę kujawski Leszek oddał ziemie michałowską Krzyżakom w zastaw za uzyskaną pożyczkę. Krzyżacy ostatecznie wykupili ją od książąt kujawskich w 1317 roku. 
Prawa miejskie Brodnica uzyskała na prawach chełmińskich. Pierwszy zapis dotyczący miasta pochodzi z 1298 roku, pod datą 29 IX kronikarz krzyżacki Piotr z Dusburga zanotował, iż oddział 140 Litwinów zaatakował osadę Brodnica. Po raz pierwszy jako „civitas” – a więc miasto, lokowane na prawie niemieckim – Brodnica była wzmiankowana w 1317 roku. 

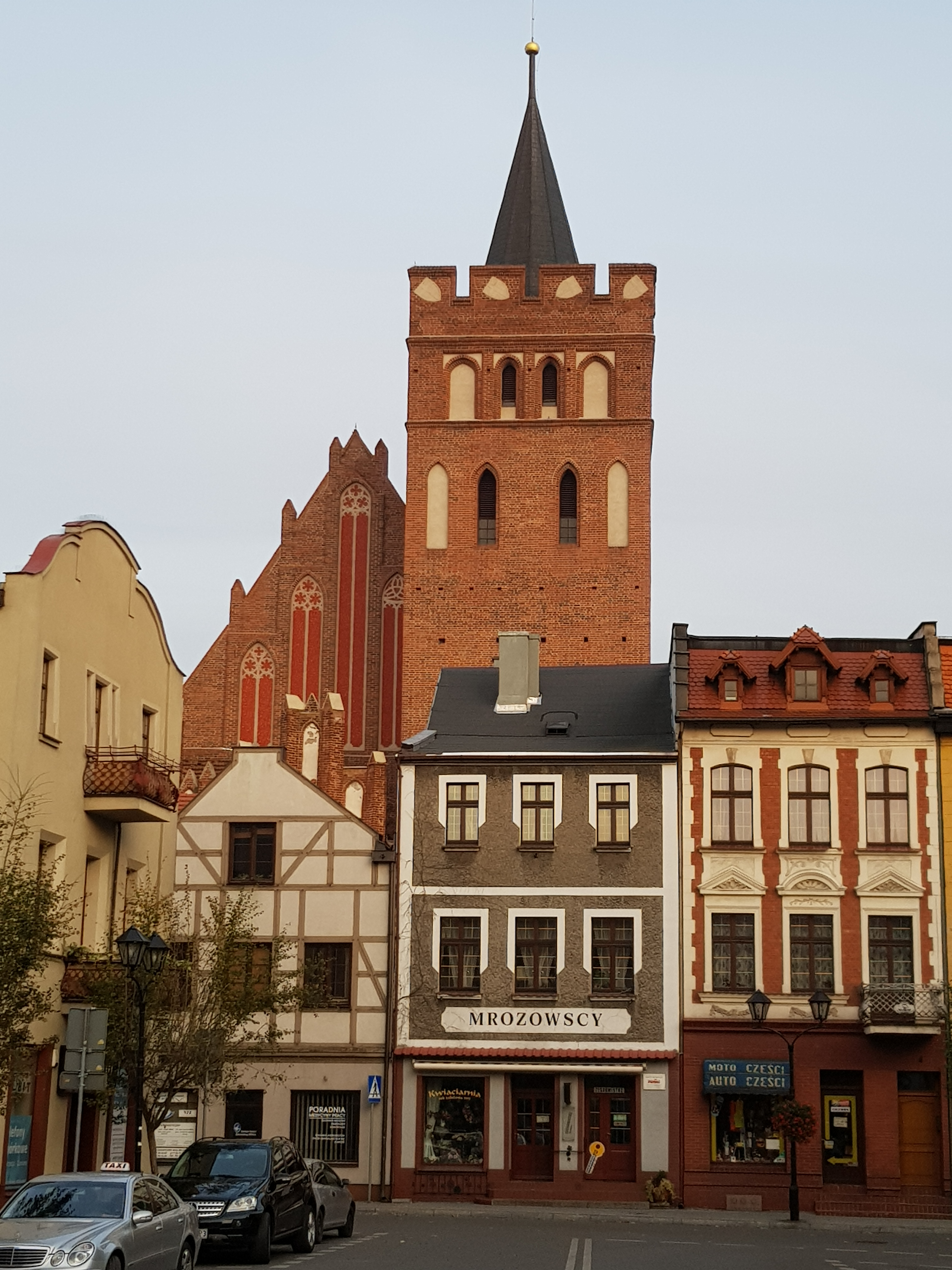
Kościół farny św. Katarzyny

Natomiast pierwsza wzmianka dotycząca budowy kościoła św. Katarzyny pochodzi z 1310 roku. W 1320 roku rozpoczęto budowę podwójnego pasa murów otaczających miasto, realizacja ich została zakończona wraz z budową głównych bram miejskich: Mazurskiej i Chełmińskiej (zwanej również Kamienną), w 1370 roku. Najprawdopodobniej w 1305 roku rozpoczęto budowę zamku krzyżackiego, pierwszą fazę budowy zamku zakończono około 1339 roku. Trzy dni przed Małgorzatą [tj. 13 lipca] 1388 roku (...) był tak duży deszcz na obszarze Prus, że na skutek powodzi m.in. w Brodnicy zostały zniszczone młyny. W 1415 roku budowniczy Nikolaus Fellenstein dokonał przebudowy fortyfikacji zamku. Początkowo władzę w mieście sprawował wójt. Około 1343 roku powołana została rada miejska wraz z burmistrzem. Rozwój miasta był pomyślny. W 1380 zbudowano szpital i kościół św. Ducha w pobliżu bramy Grudziądzkiej. Pod koniec wieku ratusz, częściowo rozebrany w 1868 roku, którego pozostałości przy trójkątnym rynku zachowały się do dzisiaj.
W 1440 r. miasto było współzałożycielem antykrzyżackiego Związku Pruskiego. Mieszkańcy Brodnicy rozpoczęli bunty przeciwko władzy krzyżackiej i w 1454 roku uznali władzę króla Polski nad miastem (podobnie jak w m.in. Toruniu czy Chełmnie), co rozpoczęło wojnę trzynastoletnią. W 1466 roku, wskutek postanowień pokoju toruńskiego po zakończeniu wojny trzynastoletniej, Brodnica wraz z całą ziemią chełmińską weszła w skład Polski. W 1481 roku starostwo brodnickie od Kazimierza Jagiellończyka za 4500 guldenów otrzymał Franciszek Gliwicz, szlachcic małopolski herbu Starykoń. 
Jako miasto królewskie stała się siedzibą starostów pochodzących z wybitnych polskich rodów (np. Mikołaj i Rafał Działyńscy oraz Zofia Zamoyska - siostra Jana Zamoyskiego). Od początku XVII wieku starostwo brodnickie nadawane było członkom rodziny królewskiej. 
W latach 1553 i 1661 miasto zostało zniszczone podczas pożarów.

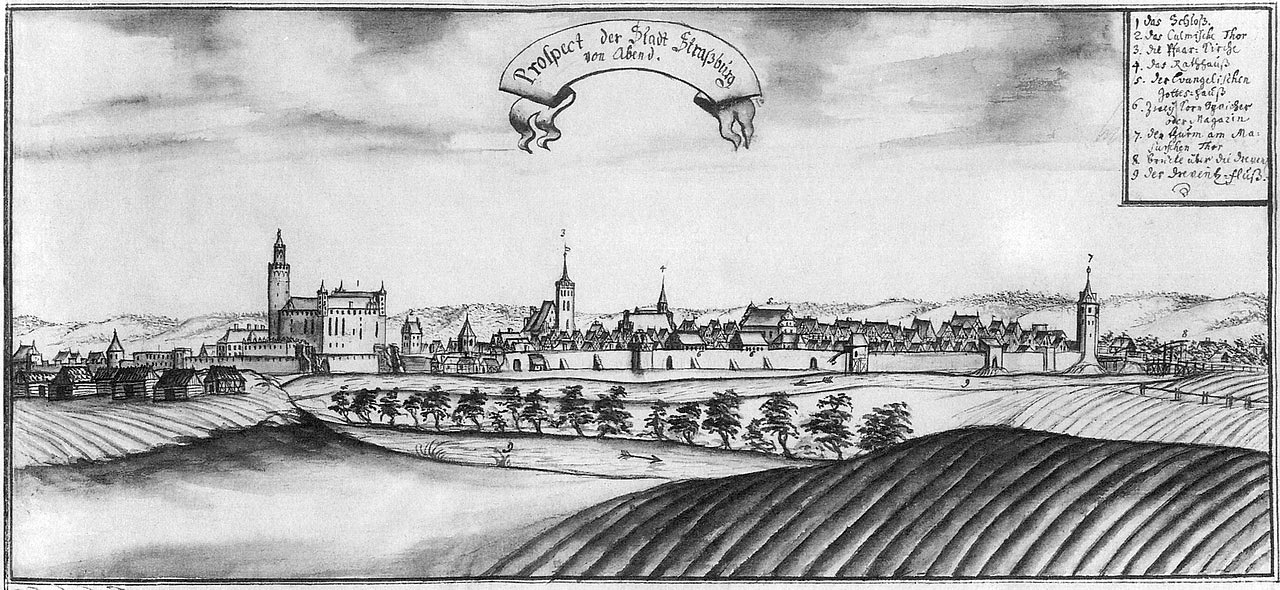
Miasto od zachodu w latach 1738–1745 na rysunku Georga Friedricha Steinera

Królewna Anna Wazówna objęła brodnickie starostwo w 1605 roku i mieszkała tu do śmierci w 1625 roku. Głównym powodem opuszczenia przez Annę dworu królewskiego w Krakowie było jej protestanckie wyznanie. Ponieważ w odróżnieniu od swojego królewskiego brata Zygmunta III Wazy – gorliwego katolika była oddaną luteranką, powodowało to częste niesnaski na dworze, którego nie cechowała szeroko pojęta tolerancja religijna. Jej wybór co do miejsca przenosin, w którym mogłaby bez przeszkód żyć i głosić swoje poglądy, padł na Brodnicę, w której jeszcze dwa lata wcześniej żył i tworzył znany polski działacz protestancki Erazm Gliczner, pisarz i reformator religijny, pedagog, jeden z twórców zgody sandomierskiej z 1570 roku. Istniał tu zbór luterański pod patronatem królewny Anny Wazówny, po jej śmierci został zamknięty.
Anna Wazówna była osobą inteligentną i gruntownie wykształconą. Stworzyła w Brodnicy silny ośrodek intelektualny szczycący się tolerancją religijną. Na brodnickim dworze gościła uczonych i pisarzy, których była gorliwą i hojną protektorką.
W dniu 5 października 1628 roku po oblężeniu polski garnizon pod dowództwem kapitana La Montaigne poddał miasto wojskom szwedzkim, za co hetman Koniecpolski skazał kapitana na karę śmierci.
Po I rozbiorze Polski w 1772 roku Brodnica znalazła się pod panowaniem Królestwa Prus (zabór pruski). Później, po wyzwoleniu, w latach 1806–1815 należała do Księstwa Warszawskiego. Ostatecznie po ustaleniach kongresu wiedeńskiego, w 1815 roku, ponownie znalazła się pod zaborem pruskim. Ograniczyło to częściowo jej rozwój, ponieważ niedaleko Brodnicy biegła granica zaboru pruskiego i rosyjskiego. 

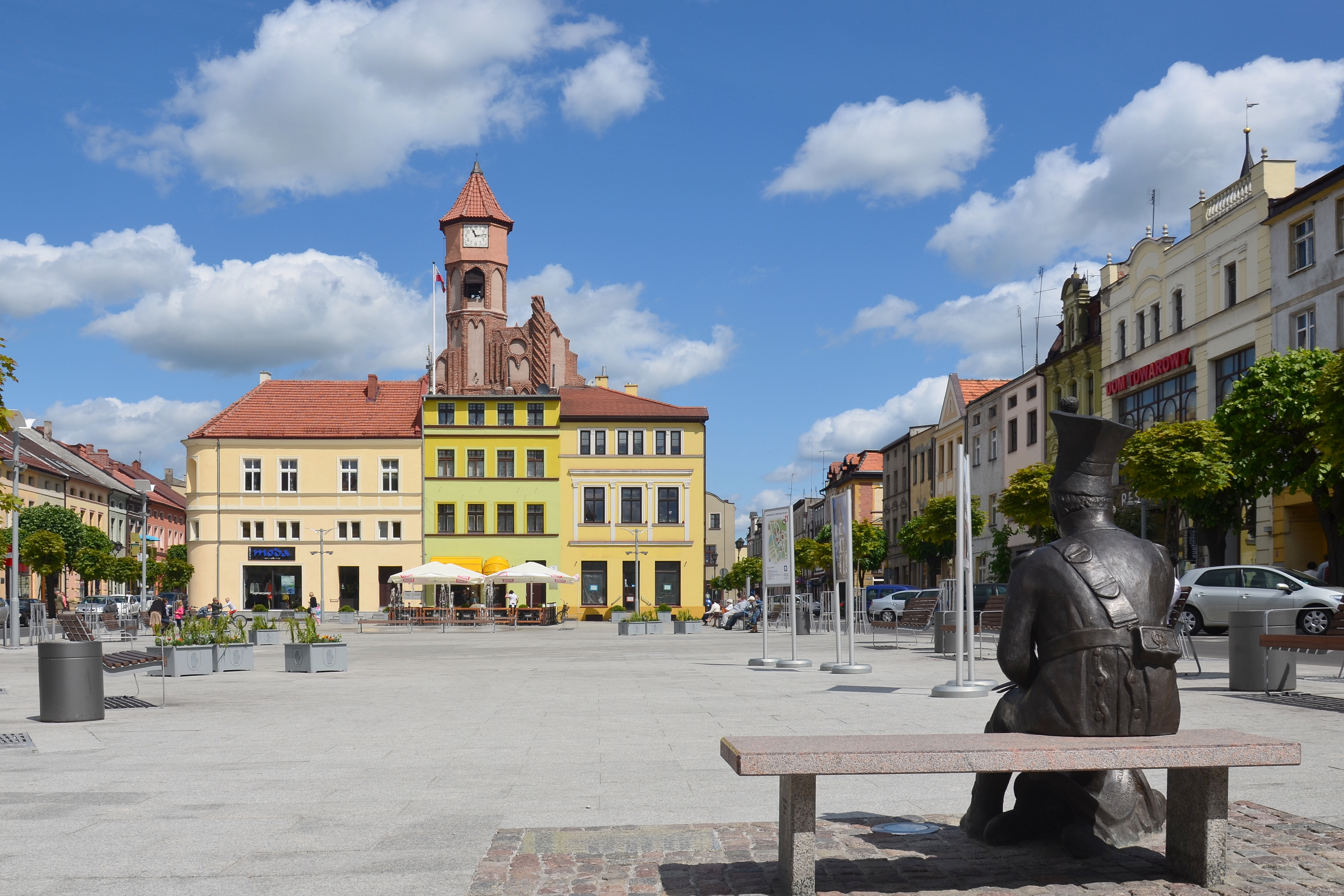
Duży Rynek z widokiem na pozostałości średniowiecznego ratusza w Brodnicy, na pierwszym planie pomnik powstańca listopadowego

Maciej Rybiński ostatni wódz naczelny powstania listopadowego 5 października 1831 roku przekracza z oddziałem 20-tysięcznej armii granicę z Prusami (rosyjsko-pruską) w okolicach Jastrzębia. Zostaje internowany wraz z armią, władzami powstańczymi i z ostatnim prezesem Rządu Narodowego Bonawenturą Niemojowskim oraz członkami sejmu i licznymi politykami w zabudowaniach klasztoru franciszkanów w Brodnicy gdzie przebywał do 12 października. Nagła wizyta tak wielkich mas wojska w niewielkim mieście powoduje nagły, niekontrolowany wzrost cen artykułów żywnościowych oraz ich braki. Kolejną konsekwencją  przemarszów wojsk i prowadzenia działań wojennych jest epidemia cholery, która wybucha m.in. w okolicach miasta, a którą przywlekli rosyjscy żołnierze tłumiący powstanie listopadowe.
Wybuch I wojny światowej (1914-1918) ożywił dążenia niepodległościowe wśród mieszkańców Brodnicy. Brodnica do Polski powróciła po okresie zaborów w styczniu 1920 na mocy traktatu wersalskiego (1919). Wyzwolona spod zaboru pruskiego została przez wojska generała Hallera.

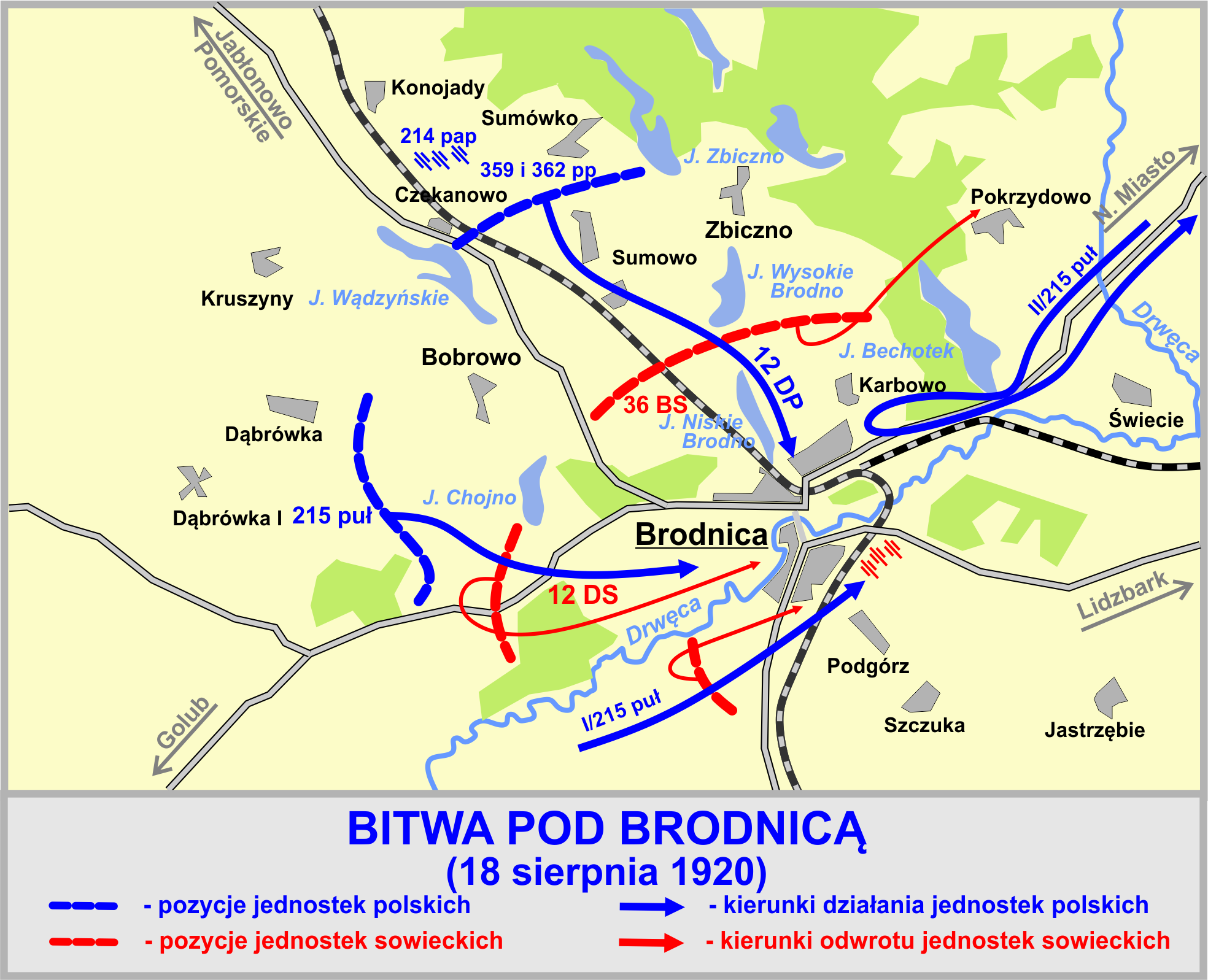
Bitwa pod Brodnicą (1920) - plan

15 sierpnia 1920 roku w wyniku kontrofensywy wojsk bolszewickich Brodnica zostaje zdobyta. Przez trzy sierpniowe dni miasto pozostaje pod ich okupacją. 18 sierpnia dochodzi do bitwy pod Brodnicą, w wyniku której dzięki poświęceniu żołnierzy wielkopolskich i pomorskich dowodzonych przez płk. Witolda Aleksandrowicza i rtm. Ignacego Mielżyńskiego miasto zostaje wyzwolone, a wojska 12 Dywizji Strzeleckiej okupujących miasto pokonane.
We wrześniu 1921 roku miasto liczyło 11 903 mieszkańców. W XX-leciu międzywojennym Brodnica zostaje miastem garnizonowym, na terenie którego stacjonuje 67 Pułk Piechoty. Z powodu bliskości granicy z Niemcami staje się także miastem pogranicza.
W pierwszych dniach września 1939 roku Brodnica znalazła się pod okupacją niemiecką. Miesiąc później miasto wraz z całym powiatem zostało wcielone do Rzeszy jako część rejencji kwidzyńskiej Okręgu Gdańsk-Prusy Zachodnie. Lucyna Langer szacuje, iż w latach 1939–1945 Niemcy zamordowali ok. 650 mieszkańców powiatu brodnickiego, przy czym 1/5 ofiar miała pochodzić z samej Brodnicy. Stefan Bilski oceniał z kolei liczbę zamordowanych na ok. 1000. Najwięcej ofiar pochłonęła tzw. akcja politycznego oczyszczania terytorium przeprowadzona jesienią 1939 roku. Niemcy aresztowali wówczas ok. 450–500 mieszkańców Brodnicy i okolicznych miejscowości. Większość z nich została następnie rozstrzelana w lesie koło majątku Birkenek (Brzezinki) w gminie Zbiczno.

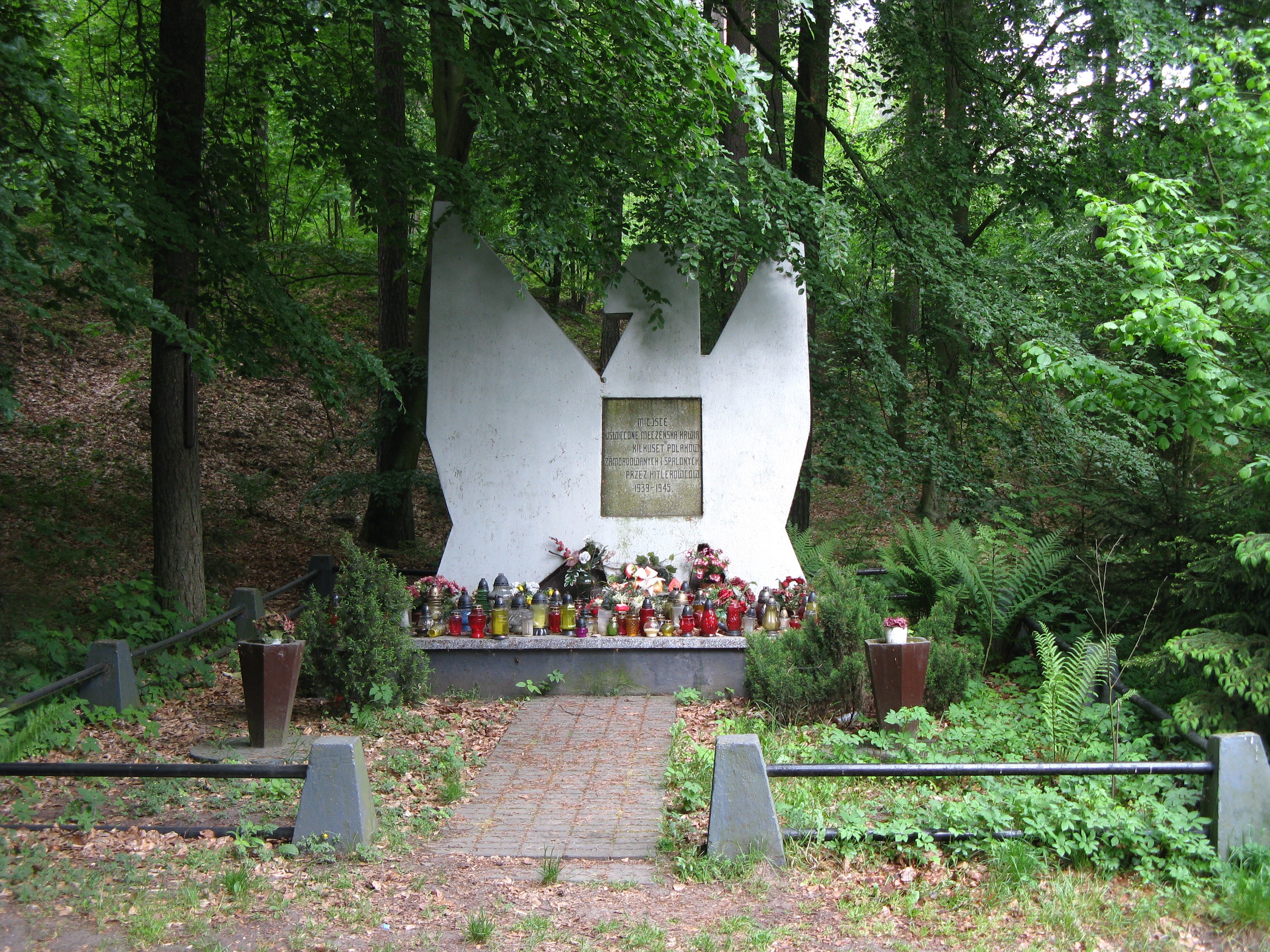
Pomnik poświęcony pomordowanym w lesie Birkenek

Okupację niemiecką zakończyła ofensywa Armii Czerwonej, której oddziały zajęły Brodnicę w dniu 23 stycznia 1945. Żołnierze sowieccy dopuścili się w mieście szeregu rabunków i zniszczeń. W pierwszych miesiącach 1945 roku miasto stało się siedzibą sztabu 2 Frontu Białoruskiego dowodzonego przez marsz. Konstantego Rokossowskiego. Wiosną 1945 z miasta i powiatu aresztowano, a następnie deportowano do łagrów blisko 700 osób – w tym licznych Polaków zmuszonych do podpisania volkslisty oraz zatrzymanych przez NKWD przedstawicieli inteligencji.
W epoce Polski Ludowej miasto stało się ośrodkiem przemysłowym, powstała fabryka żelatyny, zakłady mięsne, mleczarnia, młyn, tartak, cegielnia i zakłady przemysłu drzewnego.

## Zabytki

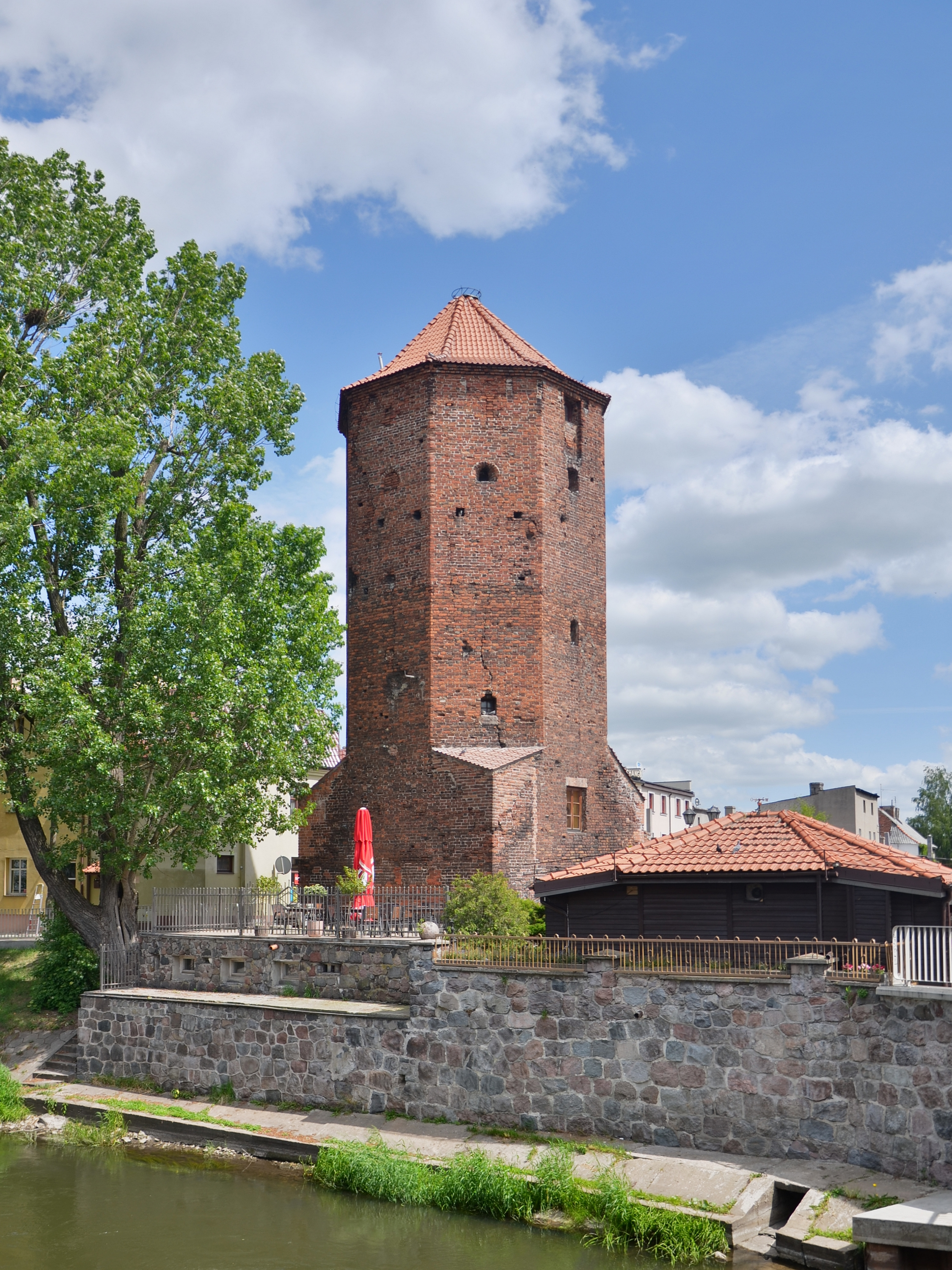
Wieża Mazurska (Bociania)

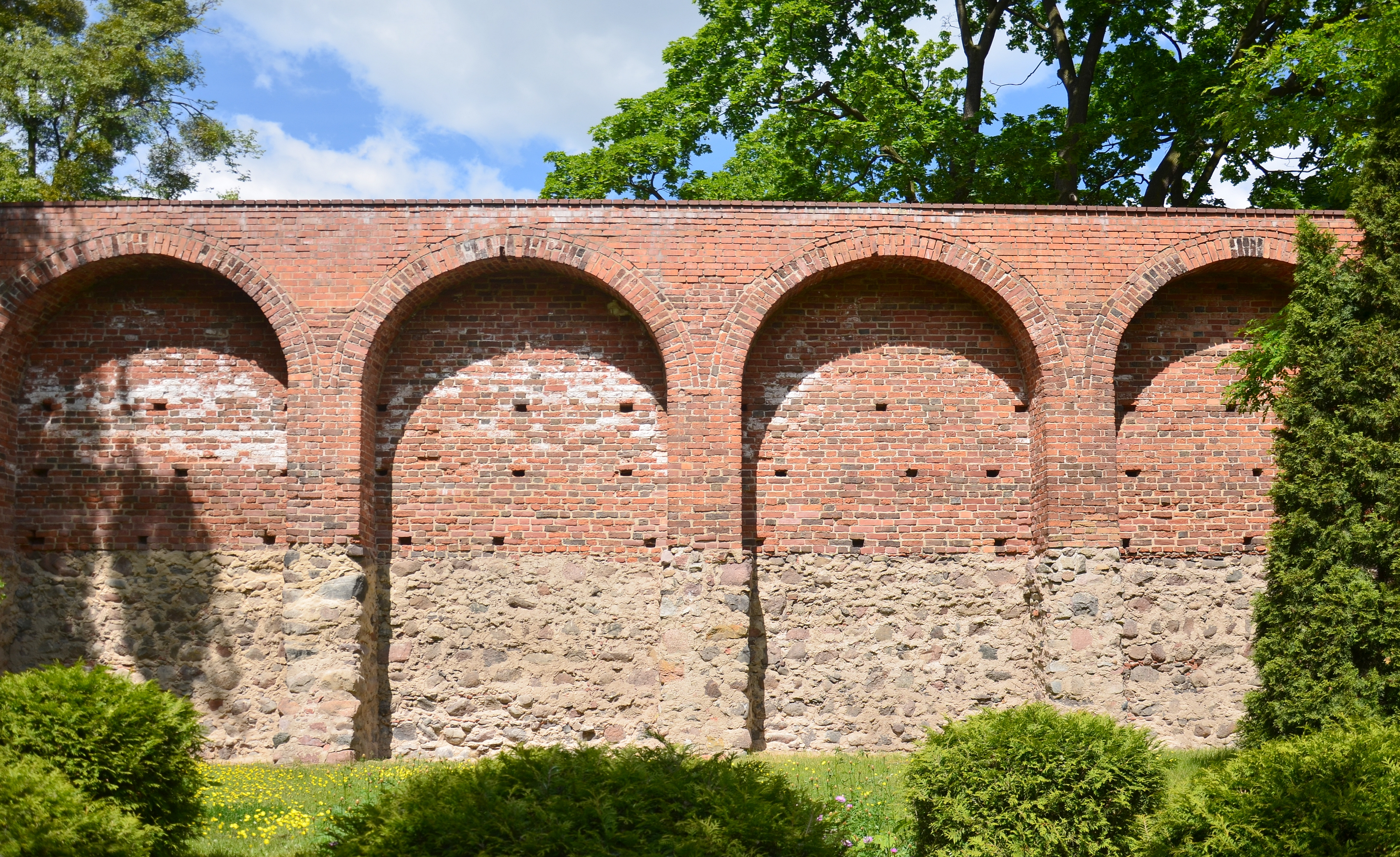
Pozostałości miejskich murów obronnych w Parku Chopina

- gotycki kościół św. Katarzyny budowany od ok. 1285 roku, budowa prezbiterium ukończona w 1320 roku, do ok. 1370 roku budowa korpusu nawowego i zasklepienie wnętrza; z zewnątrz wyróżnia się bogato opracowany architektonicznie wschodni szczyt prezbiterium; wewnątrz przy filarach figury 12 apostołów wykonane w XIV w. z drewna lipowego, wyposażenie wnętrza głównie barokowe i późnobarokowe, poza tym kilka gotyckich rzeźb (głowa św. Jana Chrzciciela na misie, grupy Ukrzyżowania)
- ruiny zamku krzyżackiego z 1-2 ćwierci XIV w., rozbudowywanego w 4 ćw. XIV w. i 1415 i rozbieranego od 1785 do 1842 roku; zachowała się wysoka ośmioboczna wieża i dolne partie murów
- fragment ratusza z końca XIV w.
- na przedzamczu pałac Anny Wazówny z II połowy XVI wieku, przebudowywany w XVII w.
- fragmenty średniowiecznych murów miejskich z XIV i XV w., w tym Brama Chełmińska i wieża Bramy Mazurskiej
- spichlerze barokowe z XVII w.
- barokowy zespół poreformacki: kościół NMP z lat 1752–1761 i klasztor
- dawny kościół ewangelicki Matki Bożej Królowej Polski z ok. 1850 roku, według projektu Stanisława Hebanowskiego (obecnie tzw. kościół szkolny)
- kościół św. Jerzego – obecnie nieistniejący
- rynek miejski o nietypowym kształcie (często błędnie opisywany jako trójkątny, co wiąże się z Legendą o brodnickim rynku)
- wieża ciśnień z roku 1905, w 2006 roku częściowo rozebrana
- zdewastowana linia wąskotorowa do Ostrowitego

## Muzea

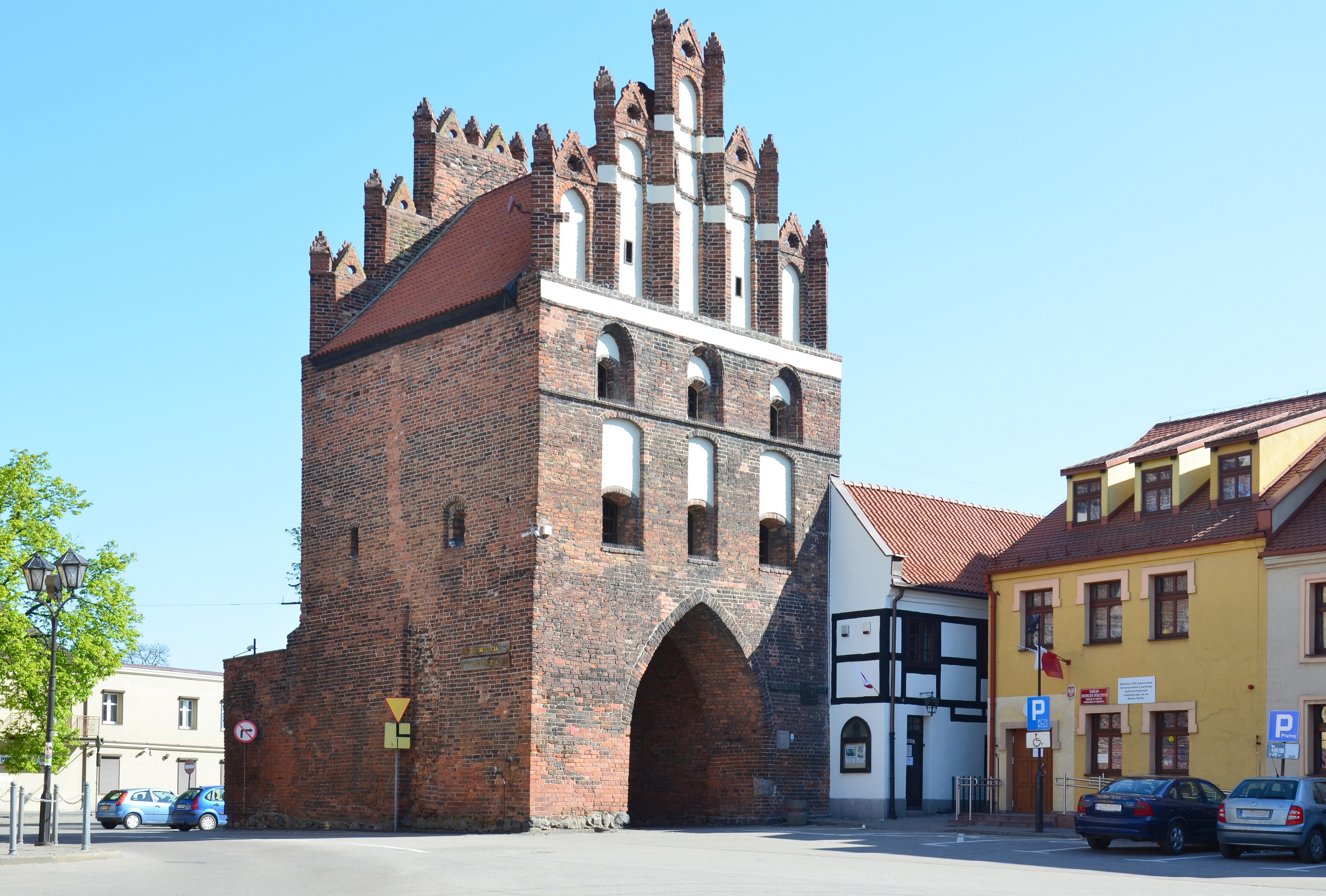
Brama Chełmińska - jedna z siedzib brodnickiego muzeum

Muzeum w Brodnicy zostało powołane do życia 29 marca 1973 roku jako Muzeum Regionalne w Brodnicy. Od 1989 roku nazwa placówki brzmi Muzeum w Brodnicy. Od początku jest placówką naukowo-oświatową realizującą zadania statutowe w ramach działów: archeologii, historii, etnografii i przyrody, obszarem działania jest szeroko rozumiany region brodnicki.
Oddziały brodnickiego muzeum:
- Spichlerz, ul. św. Jakuba 1
- Piwnice zamkowe, ul. Zamkowa 1
- Brama Chełmińska (galeria „Brama”), ul. Mały Rynek 4

- Prywatne Muzeum pana Jacka Bielickiego, ul. Kamionka[28]

## Gospodarka
Jednym z największych zakładów przemysłowych na terenie Brodnicy jest Wasiak S.A., produkujący tłumiki i filtry do samochodów. Przemysł spożywczy reprezentuje Vobro - producent wyrobów czekoladowych, Brodnickie Zakłady Żelatyny Sp. z o.o. - hegemon w produkcji żelatyny w Polsce, mleczarnia BROMILK Sp. z o.o. Mleczarskie Przedsiębiorstwo Produkcyjno-Handlowe. Miasto jest także ośrodkiem przemysłu odzieżowego – działają tu takie firmy jak Henri Lloyd, którego współtwórcą był Henryk Strzelecki czy VITO, rozwija się przemysł drzewny, meblarski (Sits, Stolkar, Vidox) oraz opakowaniowy i poligraficzny (WOK - Wytwórnia Opakowań Kartonowych, Samindruk Sp. z o.o., Drescher, Multi). Znajdują się tu także Vorwerk Autotec Polska sp. z o.o., Seni SA, Cofresco Poland Sp. z o.o. Manufacturing Sp.k., Saminex Sp. z o.o. - producent elementów z elastomerów.

## Transport
Przez Brodnicę przebiega droga krajowa:
- droga krajowa nr 15 (Olsztyn)-Ostróda-Brodnica-Toruń-Gniezno-Krotoszyn-Trzebnica-(Wrocław).

Miasto ma również połączenia drogowe z Sierpcem (droga wojewódzka nr 560), Jabłonowem Pomorskim (droga wojewódzka nr 543 od Szabdy) i Działdowem (droga wojewódzka nr 544).

### Transport drogowy
Większość ruchu na osi wschód-zachód odbywa się drogą krajową nr 15 omijając ścisłe centrum miasta za pomocą otwartej 25 czerwca 2016 roku tzw. dużej obwodnicy Brodnicy. Nowy odcinek drogowy ma 1,5 km długości i znacznie skraca czas przejazdu z Torunia w kierunku Olsztyna. W ramach realizowanej inwestycji wybudowano m.in. nową jezdnię drogi nr 15, estakadę nad ul. Wiejską, torami PKP i terenami zalewowymi rzeczki Brodniczki.
Nowa obwodnica Brodnicy łączy się za pomocą ronda Toruńskiego z tzw. małą obwodnicą otwartą we wrześniu 2010 roku. W ramach, której wybudowano przeprawę mostową na Drwęcy, łączącą drogę krajową nr 15 (ul. Sądowa) z drogą wojewódzką nr 560 (ul. Podgórna).

### Mosty
Szeroka rzeka Drwęca, nad którą leży Brodnica, jest wciąż dużą barierą komunikacyjną. Budowane tu w przeszłości przeprawy mostowe były wielokrotnie niszczone przez powodzie oraz podczas wojen. Kilkadziesiąt lat po ostatniej z nich liczba przepraw i ich przepustowość jest wciąż niewystarczająca w stosunku do potrzeb rozwijającego się dynamicznie miasta. Obecnie w Brodnicy jest pięć mostów drogowych w tym jeden w obrębie jednostki wojskowej niedostępny dla ruchu kołowego, dwa kolejowe oraz cztery kładki dla pieszych. Jeden most drogowy jest częścią tzw. małej obwodnicy miasta (Południowo-Zachodnia Trasa Przemysłowa). 25 czerwca 2016 roku otwarta została estakada w ciągu drogi krajowej nr 15 o długości 560 metrów. Dzięki tej inwestycji wyeliminowano ruch tranzytowy z centrum Brodnicy.
Władze miasta planują w przyszłości budowę kolejnego mostu w Michałowie oraz remont obecnie istniejących mostów.

### Kolej i komunikacja miejska
Z Brodnicy kursują bezpośrednie pociągi Arriva jako osobowy do Grudziądza przez Jabłonowo Pomorskie, Torunia Głównego przez Jabłonowo Pomorskie i Grudziądz oraz Laskowic Pomorskich przez Jabłonowo Pomorskie oraz Grudziądz. Ze stacji kursują także pociągi PKP Intercity jako TLK do Gdyni Głównej i Katowic. 
Miejska komunikacja autobusowa w Brodnicy składa się z 5 linii. Obsługuje je PGK sp. z o.o. W wyniku decyzji Rady Miejskiej od 1 marca 2016 roku jest ona bezpłatna dla pasażerów. Likwidacja odpłatności (przejazd kosztował 2,50 zł) zmniejszyła dochody miasta o 300 tys. zł.

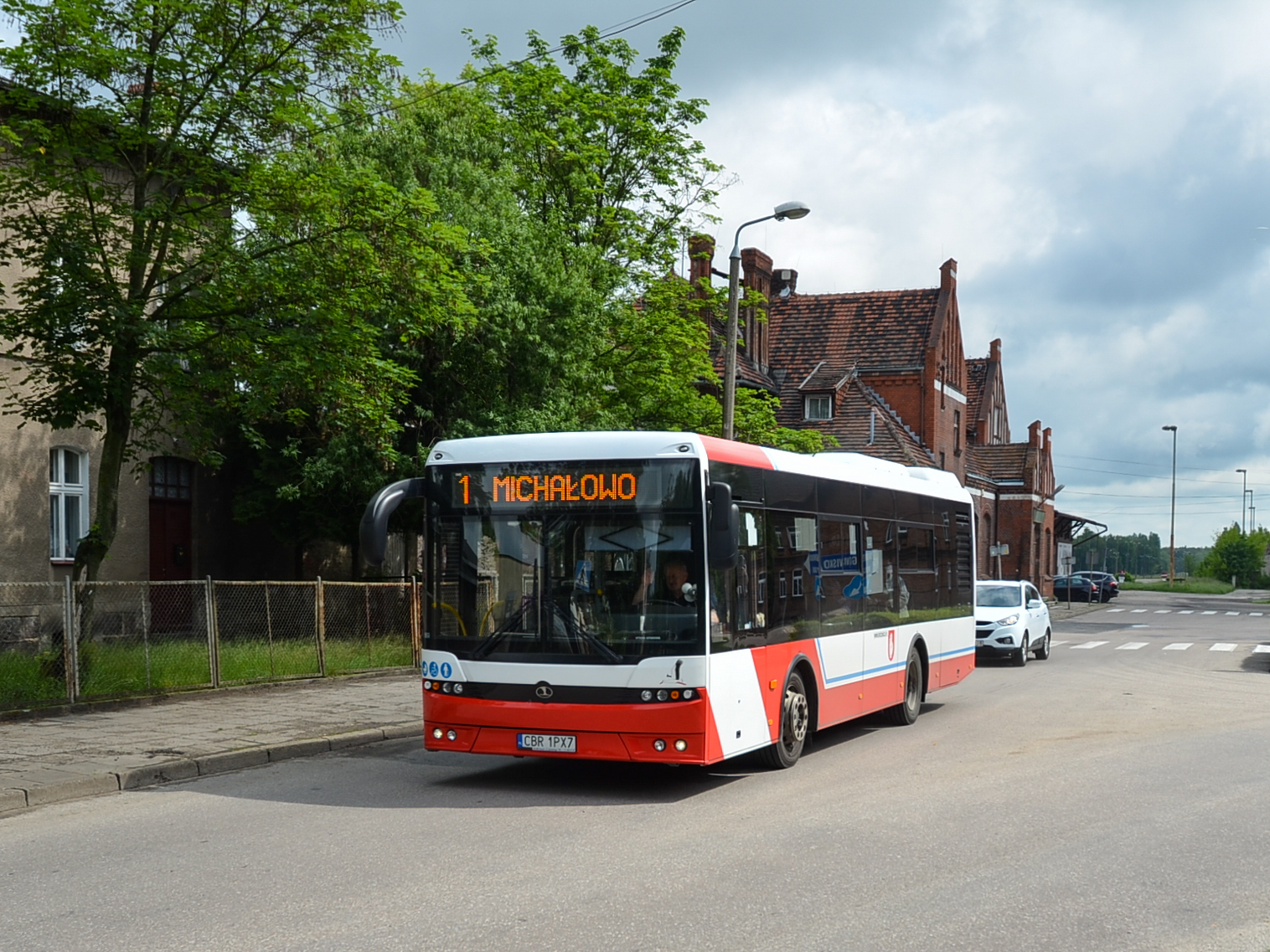
Autobus miejski na trasie linii nr 1 na ulicy Dworcowej.
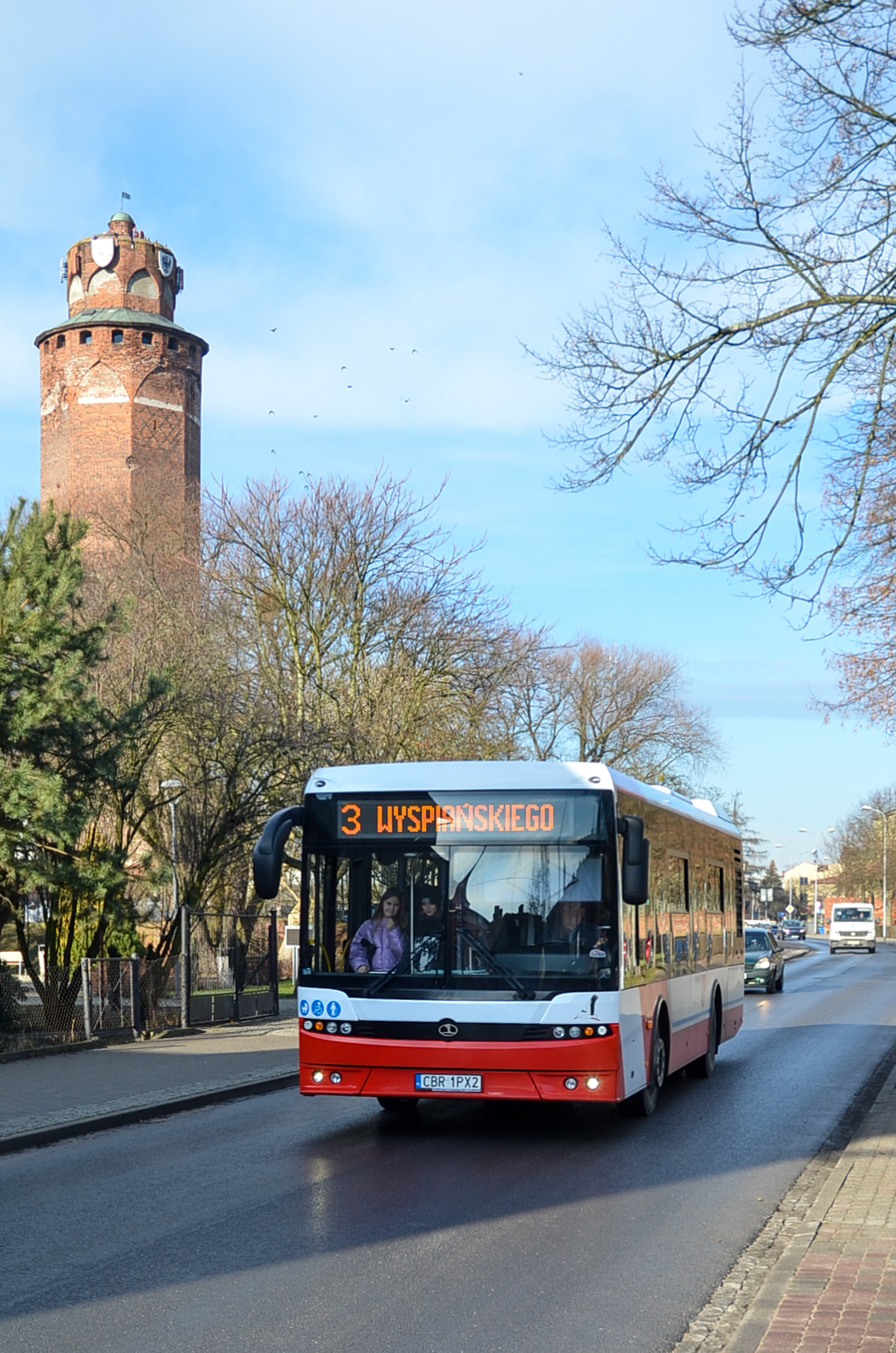
Autosan Sancity M10LF na trasie linii nr 3 na ulicy Zamkowej.
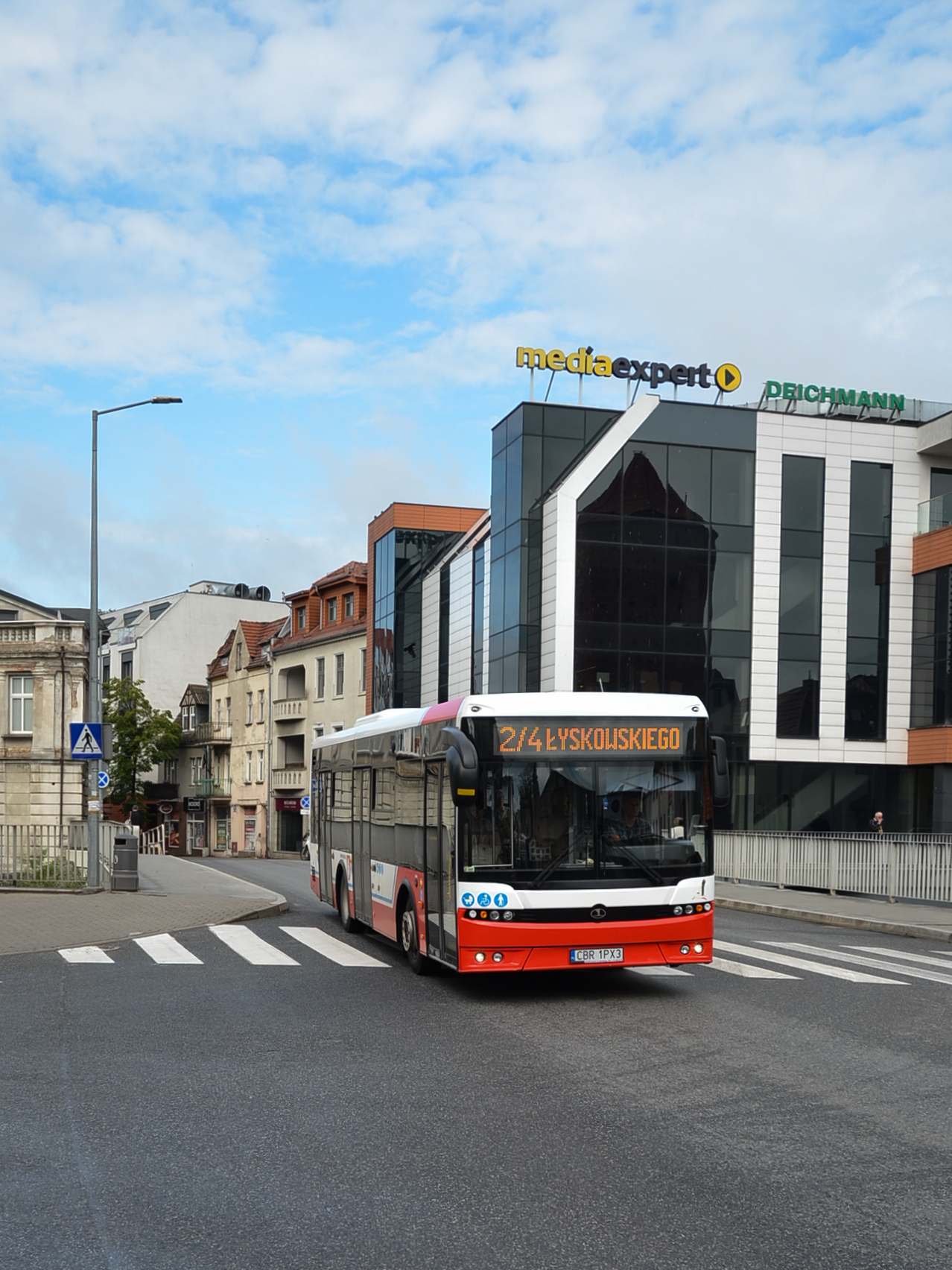
Autobus na łączonym kursie linii nr 2/4.

Trasy linii
Linia nr 1:
GRUNWALD - Wojska Polskiego - Podhalańska - Sudecka - Świętokrzyska - Tatrzańska - aleja Józefa Piłsudskiego - generała Stanisława Maczka - Sądowa - Zamkowa - Świętego Jakuba - Kościelna - Henryka Sienkiewicza - 3 Maja - Czwartaków - 18 Stycznia - Stanisława Wyspiańskiego - Jana Matejki - Jana Kochanowskiego - Lidzbarska - MICHAŁOWO
MICHAŁOWO - Lidzbarska - Jana Matejki - Stanisława Wyspiańskiego - 18 Stycznia - Mazurska - Mostowa - Przykop - Kamionka - Sądowa - Stefana Czarnieckiego - Wincentego Pola - Wojska Polskiego - Partyzantów - PCK - Władysława Jagiełły - Wojska Polskiego - GRUNWALD
Linia nr 2:
WAPNA - Długa - Podgórna - Grażyny - Nowa - Poprzeczna - Mieszka I - 18 Stycznia - Stanisława Wyspiańskiego - Jana Matejki - Ceglana - 18 Stycznia - Mazurska - Mostowa - Przykop - Kamionka - Dworcowa - Kolejowa - Okrężna - Ignacego Łyskowskiego - ŁYSKOWSKIEGO
ŁYSKOWSKIEGO - Ignacego Łyskowskiego - Okrężna - Kolejowa - Dworcowa - Sądowa - Zamkowa - Świętego Jakuba - Kościelna - Henryka Sienkiewicza - 3 Maja - Czwartaków - 18 Stycznia - Ceglana - Jana Matejki - Stanisława Wyspiańskiego - 18 Stycznia - Mieszka I - Poprzeczna - Nowa - Grażyny - Podgórna - Długa - WAPNA
Linia nr 3:
WYSPIAŃSKIEGO - Stanisława Wyspiańskiego - Jana Matejki - Ceglana - 18 Stycznia - Mazurska - Mostowa - Przykop - Kamionka - Sądowa - Wiejska - Niskie Brodno - Wczasowa - Karbowska - Powstańców Wielkopolskich - Graniczna - Okrężna - Ignacego Łyskowskiego - ŁYSKOWSKIEGO
ŁYSKOWSKIEGO - Ignacego Łyskowskiego - Okrężna - Graniczna - Powstańców Wielkopolskich - Karbowska - Wczasowa - Niskie Brodno - Wiejska - Zamkowa - Świętego Jakuba - Kościelna - Henryka Sienkiewicza - 3 Maja - Czwartaków - 18 Stycznia - Ceglana - Jana Matejki - Wincentego Witosa - 18 Stycznia - Stanisława Wyspiańskiego - WYSPIAŃSKIEGO
Linia nr 4:
GRAŻYNY - Grażyny - Nowa - Poprzeczna - Mieszka I - 18 Stycznia - Stanisława Wyspiańskiego - Jana Matejki - Ceglana - 18 Stycznia - Mazurska - Mostowa - Przykop - Kamionka - Dworcowa - Kolejowa - generała Władysława Sikorskiego - SIKORSKIEGO SITS / SIKORSKIEGO BTBS
SIKORSKIEGO BTBS / SIKORSKIEGO SITS - generała Władysława Sikorskiego - Kolejowa - Dworcowa - Sądowa - Zamkowa - Świętego Jakuba - Kościelna - Henryka Sienkiewicza - 3 Maja - Czwartaków - 18 Stycznia - Ceglana - Jana Matejki - Stanisława Wyspiańskiego - 18 Stycznia - Mieszka I - Poprzeczna - Podgórna - Grażyny - GRAŻYNY
Linia nr 5 (jednokierunkowa):
SIKORSKIEGO BTBS - generała Władysława Sikorskiego - Okrężna - Graniczna - Powstańców Wielkopolskich - Karbowska - Wczasowa - Niskie Brodno - Wiejska - Zamkowa - Świętego Jakuba - Kościelna - Henryka Sienkiewicza - 3 Maja - Czwartaków - 18 Stycznia -  Lidzbarska - Jana Matejki - Wincentego Witosa - WITOSA

### PKS
Na terenie miasta znajduje się nowoczesny dworzec autobusowy mający swoją siedzibę przy ul. Sądowej. Ponownie otwarty został po kompleksowej przebudowie w 2014 roku. Jest on elementem Centrum handlowo-komunikacyjnego Dekada. Dworzec obsługuje połączenia krajowe.

### Ścieżki rowerowe
W Brodnicy w 2017 roku było kilkanaście km ścieżek rowerowych; obejmują one tylko pięć ulic miasta: Podgórną, Aleję Leśną, Aleję Józefa Piłsudskiego (Południowo-Zachodnią Trasę Przemysłową) oraz Niskie Brodno i Wczasową.
Na początku grudnia 2015 roku nastąpiło uroczyste otwarcie najdłuższej ścieżki rowerowej łączącej Brodnicę ze Zbicznem (ścieżka ma swój początek przy ul. Niskie Brodno). Trasa ta ma ponad 8 km długości (2,5 m szerokości). Powstały wzdłuż niej trzy przystanki autobusowe z zatoczkami oraz miejsca postojowe dla rowerzystów, gdzie można postawić rower i odpocząć przy stołach z ławeczkami. Budowa kosztowała ponad 4 mln 630 tys. złotych. Z tego równe dwa miliony złotych pozyskano z urzędu marszałkowskiego. Powiat, miasto Brodnica i gmina Zbiczno dołożyły po ponad 746 tys. złotych, a gmina wiejska Brodnica – ponad 394 tys. złotych.
Miasto Brodnica oraz okoliczne gminy planują budowę kolejnych odcinków ścieżek rowerowych, m.in. planowana jest ścieżka na trasie Brodnica-Osiek. Wykonanie ww. planów zależeć jednak będzie od ilości pozyskanych środków zewnętrznych i własnych możliwości budżetowych gmin.

## Współpraca z innymi samorządami

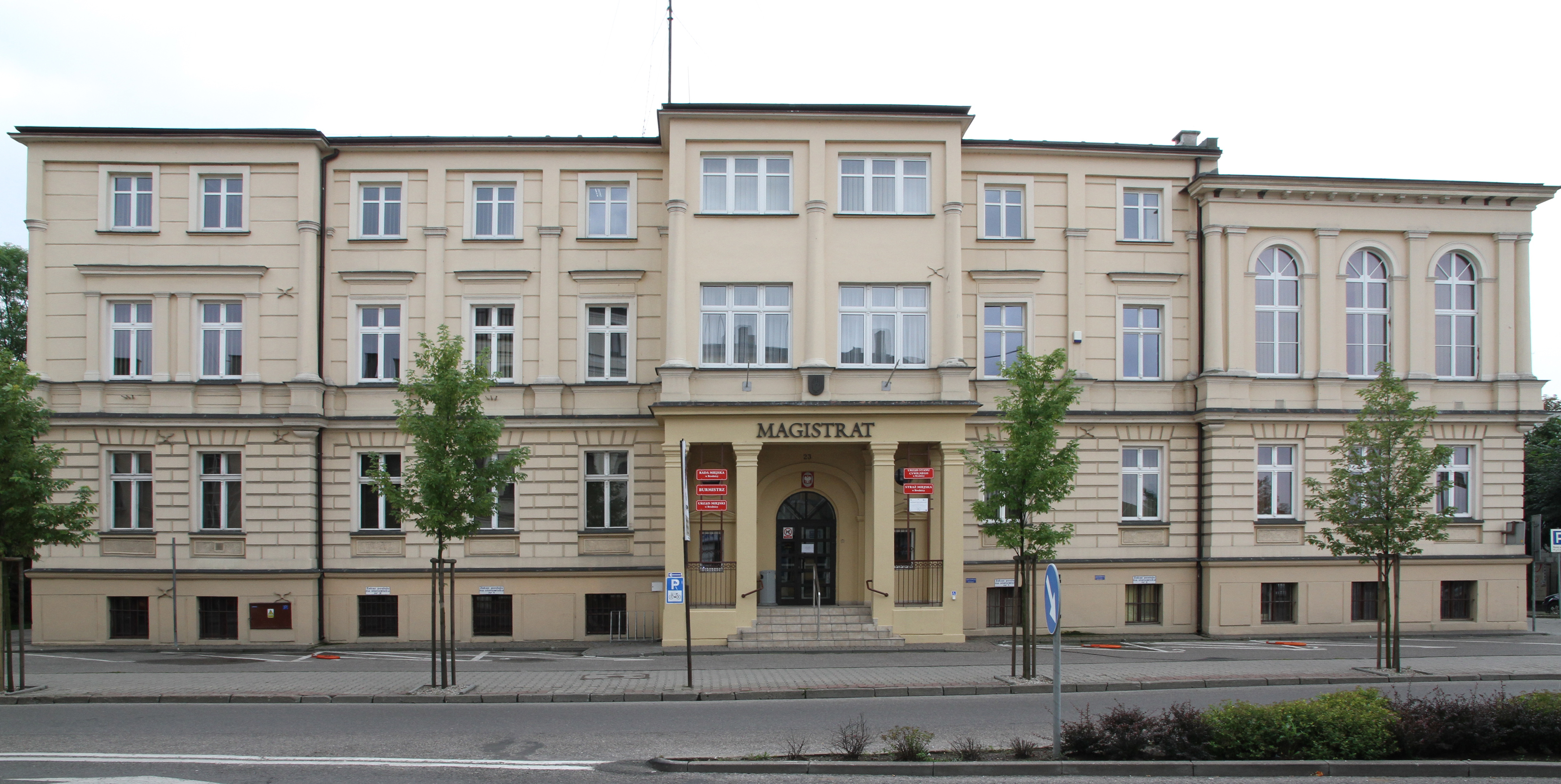
Urząd Miasta – Magistrat

Brodnica jest członkiem: Związku Gmin Północnego Mazowsza, Stowarzyszenia Przedstawicieli Gmin Rejonu Brodnickiego, Związku Stowarzyszeń Grudziądzki Bank Żywności, Stowarzyszenia wójtów, burmistrzów, prezydentów i starostów województwa kujawsko-pomorskiego, Związku Powiatów Polskich, Zielonych Płuc Polski

## Podział administracyjny
Osiedla Brodnicy:
1. Michałowo
2. Stare Miasto
3. Chrobrego
4. Gdynia
5. Grażyny
6. Grunwald Pierwszy
7. Grunwald Drugi
8. Grunwald Trzeci
9. Karbowskie
10. Matejki
11. Mieszka I
12. Morskie Oko
13. Niskie Brodno
14. Nowa Kolonia
15. Ustronie
16. Wyspiańskiego

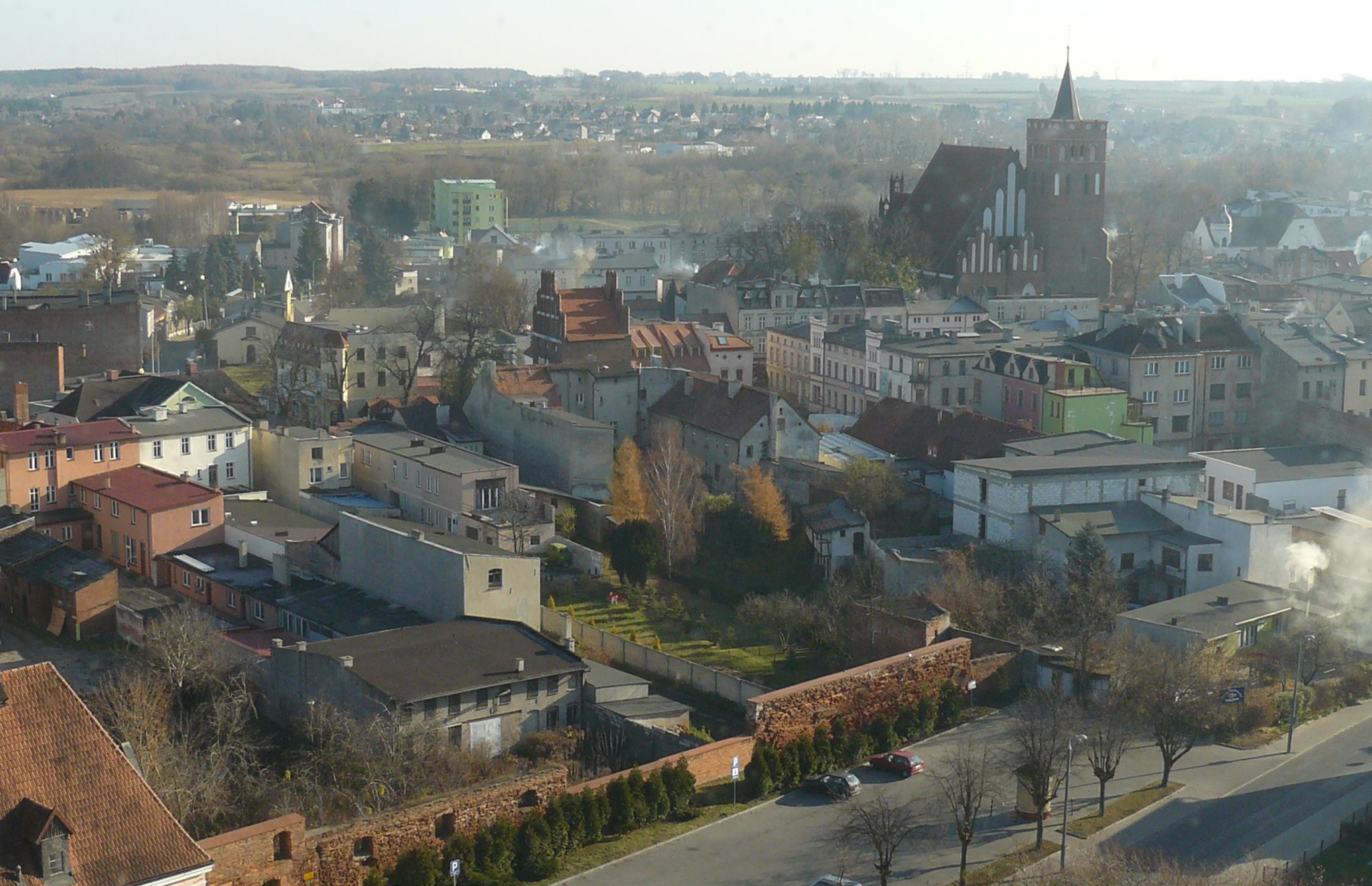
Stare Miasto
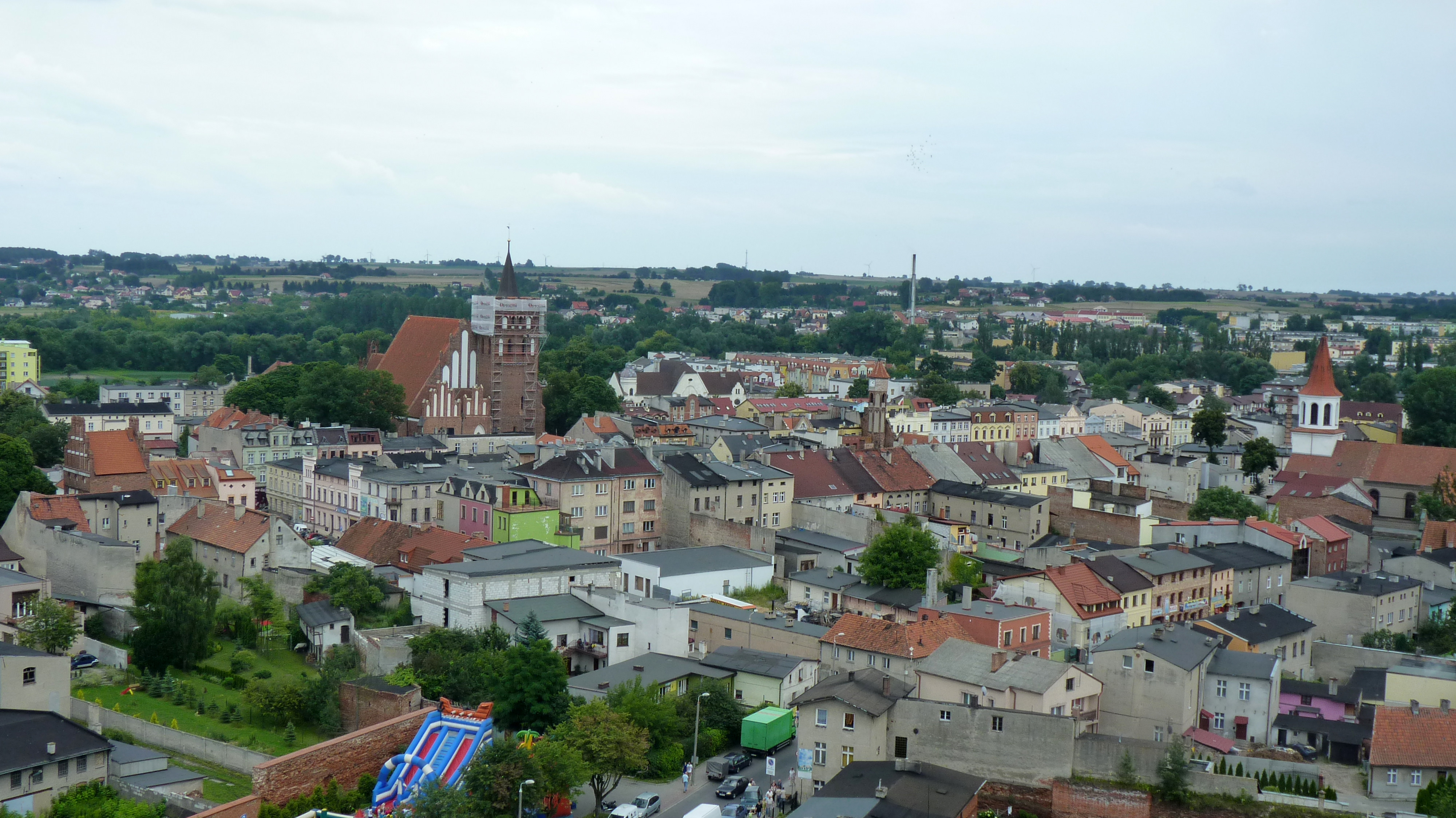
Stare Miasto
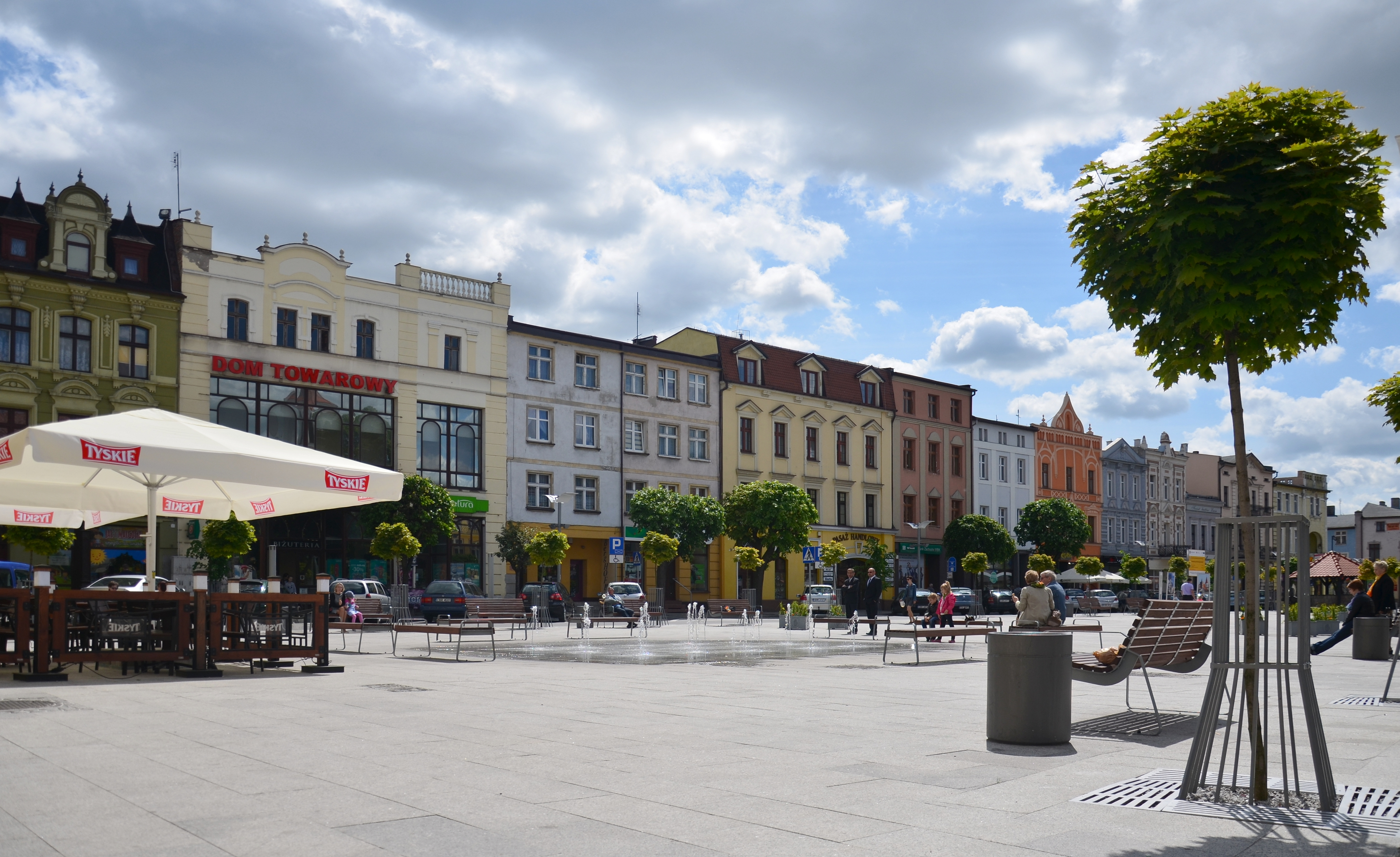
Duży Rynek
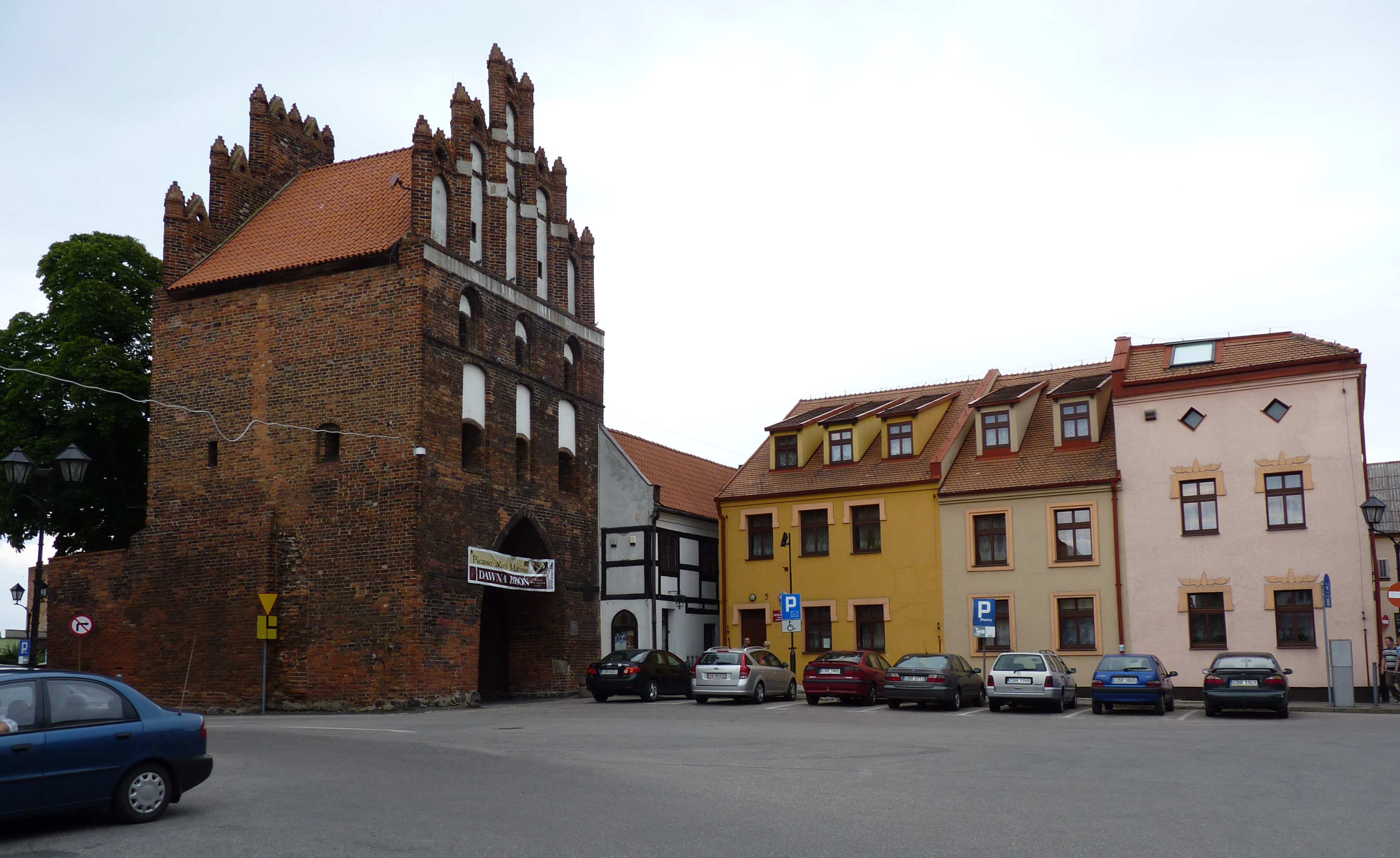
Mały Rynek w Brodnicy

## Opieka zdrowotna
- Zespół Opieki Zdrowotnej im R. Czerwiakowskiego (Szpital Powiatowy) w Brodnicy położony jest przy ul. Wiejskiej 9[37]. W maju 2016 roku zakończyła się pełnym powodzeniem jego całościowa przebudowa i rozbudowa (30 maja 2016 roku odbyło się uroczyste przecięcie wstęgi)[38]. Obiekt powiększył się prawie dwukrotnie oraz wzbogacił o nowy sprzęt medyczny, którego fundatorami zostały także gminy wchodzące w skład powiatu. Cała inwestycja kosztowała 43,5 mln zł. Blisko połowa tych pieniędzy pochodziła z Regionalnego Programu Operacyjnego, ponad jedną czwartą kosztów poniósł sam szpital, a niewiele mniej zapewnił powiat brodnicki, który od początku do końca prowadził tę inwestycję[39]. Warto także wspomnieć, że ww. przebudowa i rozbudowa trwała tylko półtora roku przy stale działającym i przyjmującym pacjentów szpitalu, co stanowi ewenement na skalę światową. Obecnie szpital w Brodnicy jest jednym z najnowocześniejszych w Polsce, zapewniając pacjentom komfortowe warunki leczenia.

- Szpital Powiatowy w Brodnicy na zozbrodnica.pl

Szpital posiada następujące oddziały:
- - Szpitalny Oddział Ratunkowy
  - Oddział Wewnętrzny
  - Oddział Chirurgii Ogólnej
  - Oddział Urazowo-Ortopedyczny
  - Oddział Anestezjologii i Intensywnej Terapii
  - Oddział Położniczo-Ginekologiczny
  - Oddział Dziecięcy
  - Oddział Neonatologii
  - Zakład Pielęgnacyjno-Opiekuńczy

- Poradnie Specjalistyczne:
  - Poradnia Chirurgii Ogólnej
  - Poradnia Urazowo-Ortopedyczna

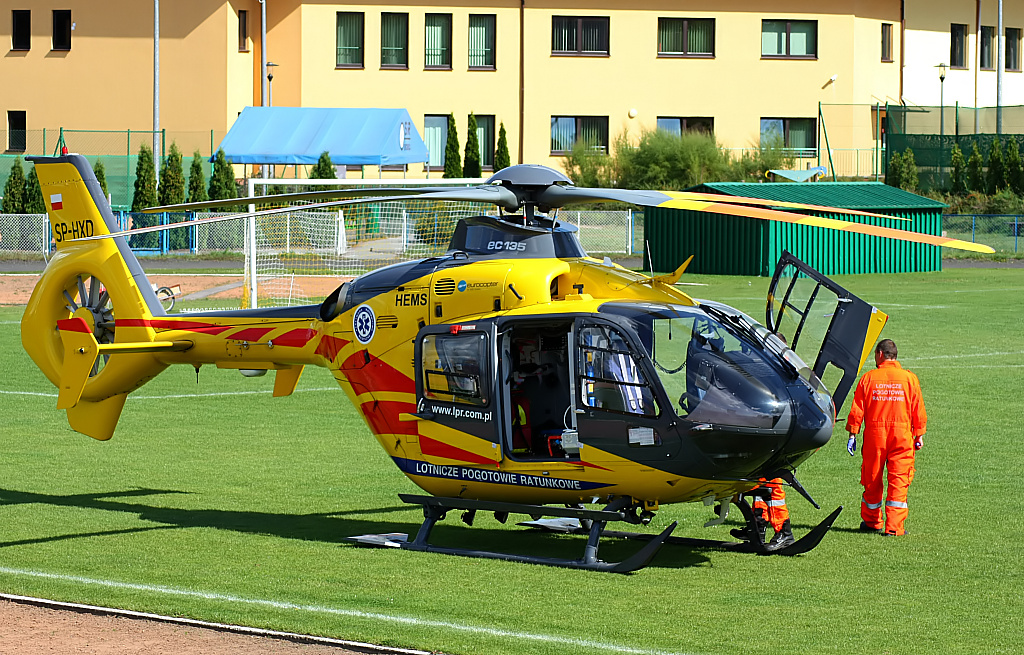
Eurocopter EC135 na Stadionie Miejskim OSiR w Brodnicy

  - Poradnia Położniczo-Ginekologiczna
  - Poradnia Preluksacyjna
  - Poradnia Patologii Noworodka
  - Poradnia Profilaktyki Onkologicznej z Gabinetem USG
  - Poradnia Chorób Płuc i Gruźlicy
  - Poradnia Diabetologiczna
  - Poradnia Zdrowia Psychicznego
  - Poradnia Psychologiczna
  - Poradnia Rehabilitacji Medycznej
  - Zakład Fizykoterapii

- Pracownie:
  - Pracownia Endoskopowa
  - Pracownia RTG
  - Pracownia TK
  - Pracownia USG
  - Pracownia Mammograficzna
  - Pracownia Rehabilitacji

- Laboratorium:
  - Laboratorium Analityczne

- Ratownictwo Medyczne:

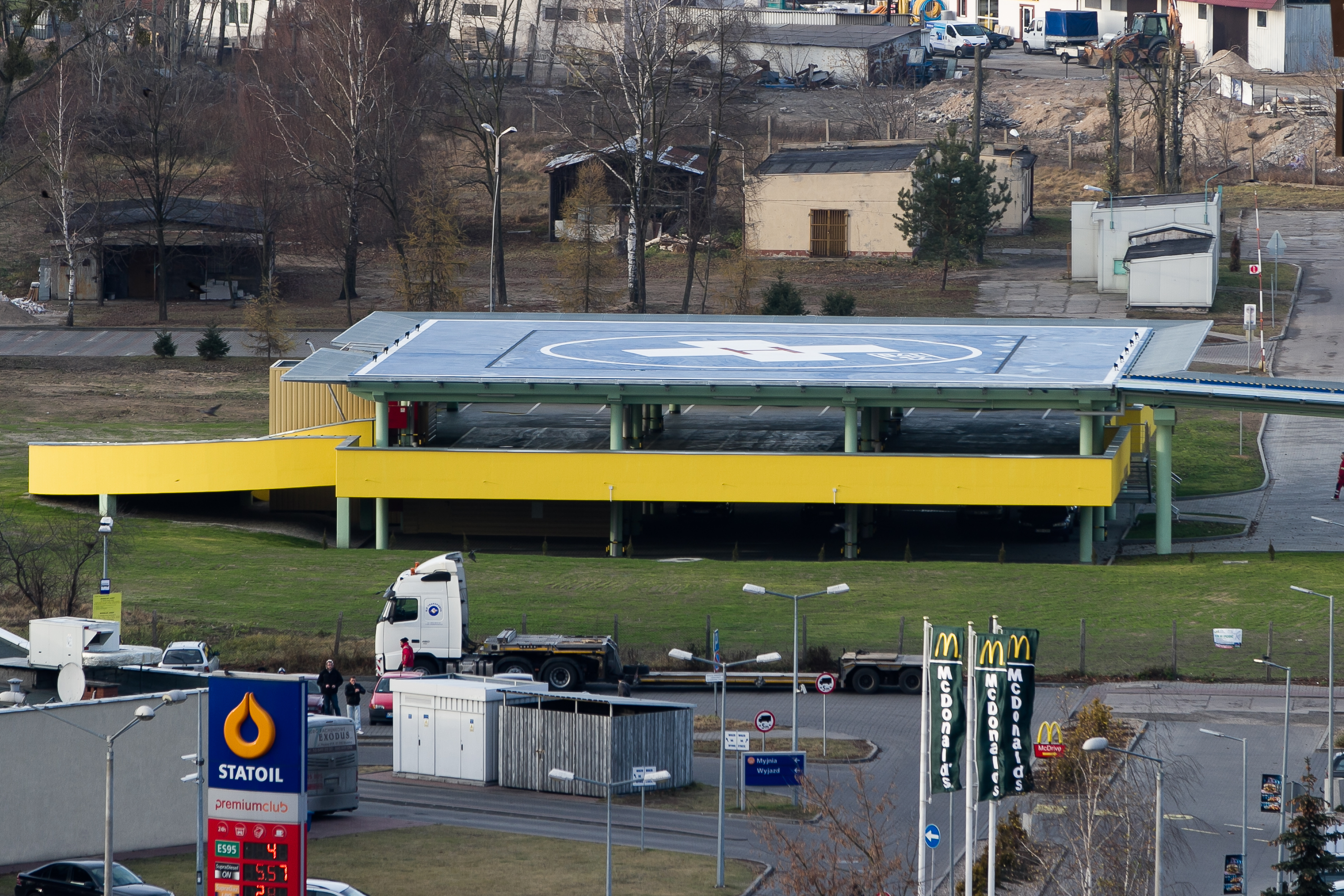
Lądowisko sanitarne dla śmigłowców w Brodnicy stanowi element Szpitala Powiatowego, z którym jest połączone.

  - Zespół Ratownictwa Specjalistycznego
  - Zespoły Ratownictwa Podstawowego

- Inne oddziały:
  - Nocna i Świąteczna Opieka Zdrowotna (POZN)
  - Blok Operacyjny
  - Apteka Szpitalna

- Lądowisko sanitarne dla śmigłowców

- Dom Pomocy Społecznej przy ulicy Wiejskiej 1

Na terenie miasta zlokalizowanych jest także wiele aptek i przychodni zdrowia.

## Edukacja

### Przedszkola
- Przedszkole nr 6
- Przedszkole nr 8
- Przedszkole nr 9

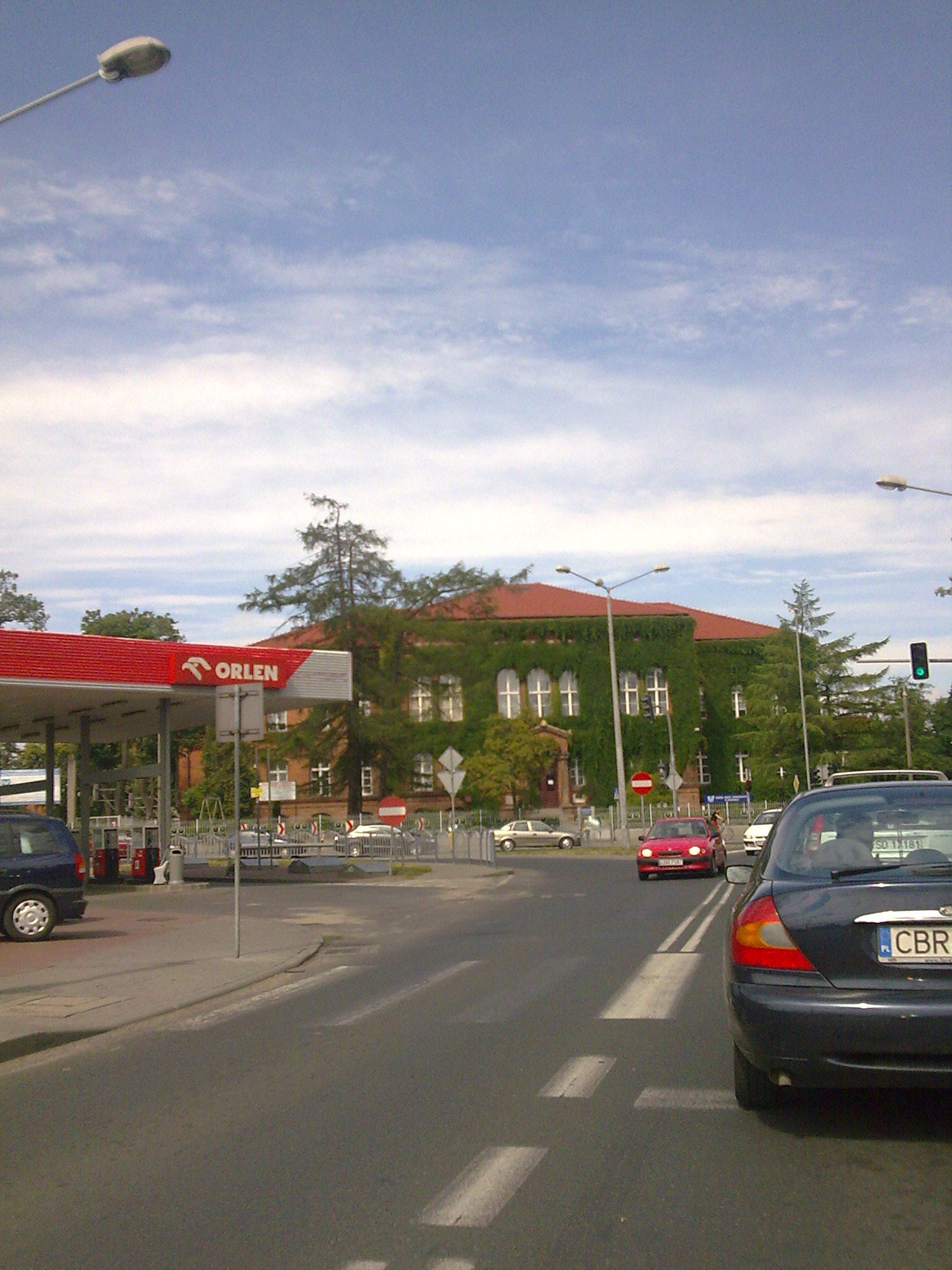
Budynek Centrum Kształcenia Zawodowego i Ustawicznego w Brodnicy przy ul. Mazurskiej (wcześniej mieścił się tu Zespół Szkół Zawodowych, a przed wojną budynek był siedzibą gimnazjum)

- kilka placówek przedszkoli niepublicznych

### Szkoły podstawowe
- Szkoła Podstawowa nr 1 im. Henryka Sienkiewicza
- Szkoła Podstawowa nr 2 im. Polskich Olimpijczyków
- Szkoła Podstawowa nr 3 im. Władysława Jagiełły
- Szkoła Podstawowa nr 4 im. 700-lecia Brodnicy
- Szkoła Podstawowa nr 5 (specjalna)
- Szkoła Podstawowa nr 7 im. Karola Wojtyły-Jana Pawła II
- Społeczna Szkoła Podstawowa (Organ prowadzący: Brodnickie Stowarzyszenie Oświatowe)

### Szkoły muzyczne
- Państwowa szkoła muzyczna pierwszego stopnia im. Fryderyka Chopina (administrowana przez Ministerstwo Kultury i Dziedzictwa Narodowego)

### Gimnazja
W wyniku reformy edukacji z 2017 roku gimnazja w Polsce zostały zlikwidowane. Brodnickie Gimnazjum nr 1 stało się ponownie Szkołą Podstawową nr 3, natomiast Gimnazjum nr 2 zostało zlikwidowane.

### Szkoły ponadpodstawowe
- I Liceum Ogólnokształcące im. Filomatów Ziemi Michałowskiej
- III Liceum Ogólnokształcące przy Zespole Szkół nr 1 im. Karola Wojtyły-Jana Pawła II
- Centrum Kształcenia Zawodowego i Ustawicznego w skład którego weszły takie szkoły jak: Technikum Ekonomiczne, Technikum Informatyczne, Technikum Budowlane, Technikum Mechatroniczne, Technikum Logistyczne, Technikum Organizacji Reklamy, Technikum Żywienia i Usług Gastronomicznych, Technikum Hotelarskie, Technikum Mechanizacji Rolnictwa i Agrotroniki, technikum Architektury Krajobrazu oraz Liceum Ogólnokształcące dla Dorosłych na Alei Leśnej[40].

### Szkoły Policealne
- Szkoła Policealna na ul. Karbowskiej (CKZiU w Brodnicy)

### Szkoły wyższe
- Wydział zamiejscowy Społecznej Akademii Nauk z Łodzi

## Biblioteki

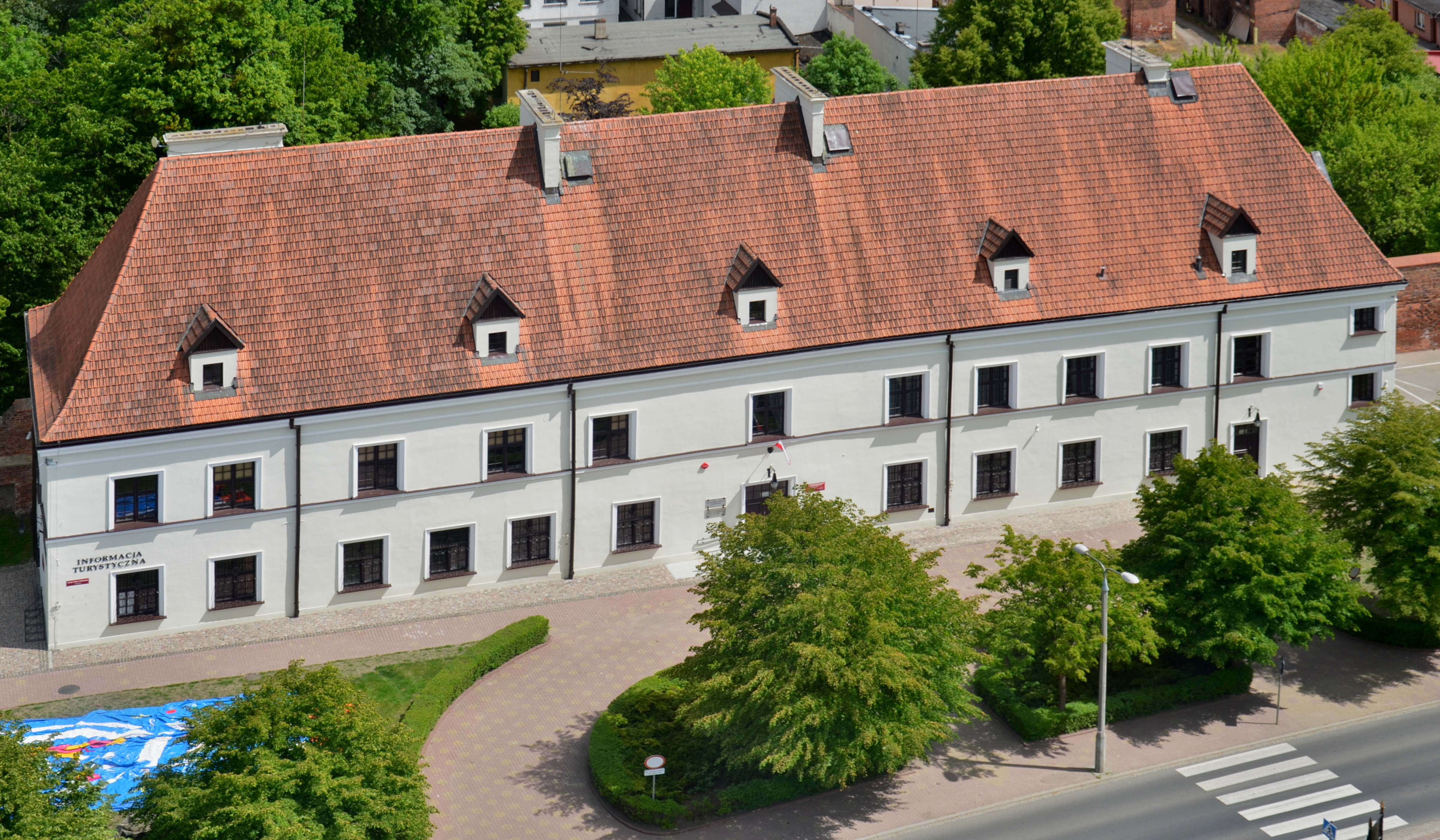
Pałac Anny Wazówny - siedziba główna Miejskiej i Powiatowej Biblioteki Publicznej, ul. Zamkowa 1

Miejska i Powiatowa Biblioteka Publiczna im. Ignacego Łyskowskiego w Brodnicy została powołania do życia w 1945 roku uchwałą Powiatowej Rady Narodowej jako Biblioteka Powiatowa. Przez lata swojej działalności systematycznie powiększała swoje zbory i rozbudowywała swoje filie, których dziś jest IV:
- Filia nr 1 ul. Wyspiańskiego 10A
- Filia nr 2 ul. Łyskowskiego 4a/1a
- Filia nr 3 ul. Wiejska 9
- Filia nr 4 ul. Świętokrzyska 1

Zbiory biblioteczne są w pełni skomputeryzowane.
Biblioteka Pedagogiczna im. gen. bryg. prof. Elżbiety Zawackiej w Toruniu Filia w Brodnicy przy ul. Matejki 5 (W stanie likwidacji)

## Wspólnoty wyznaniowe

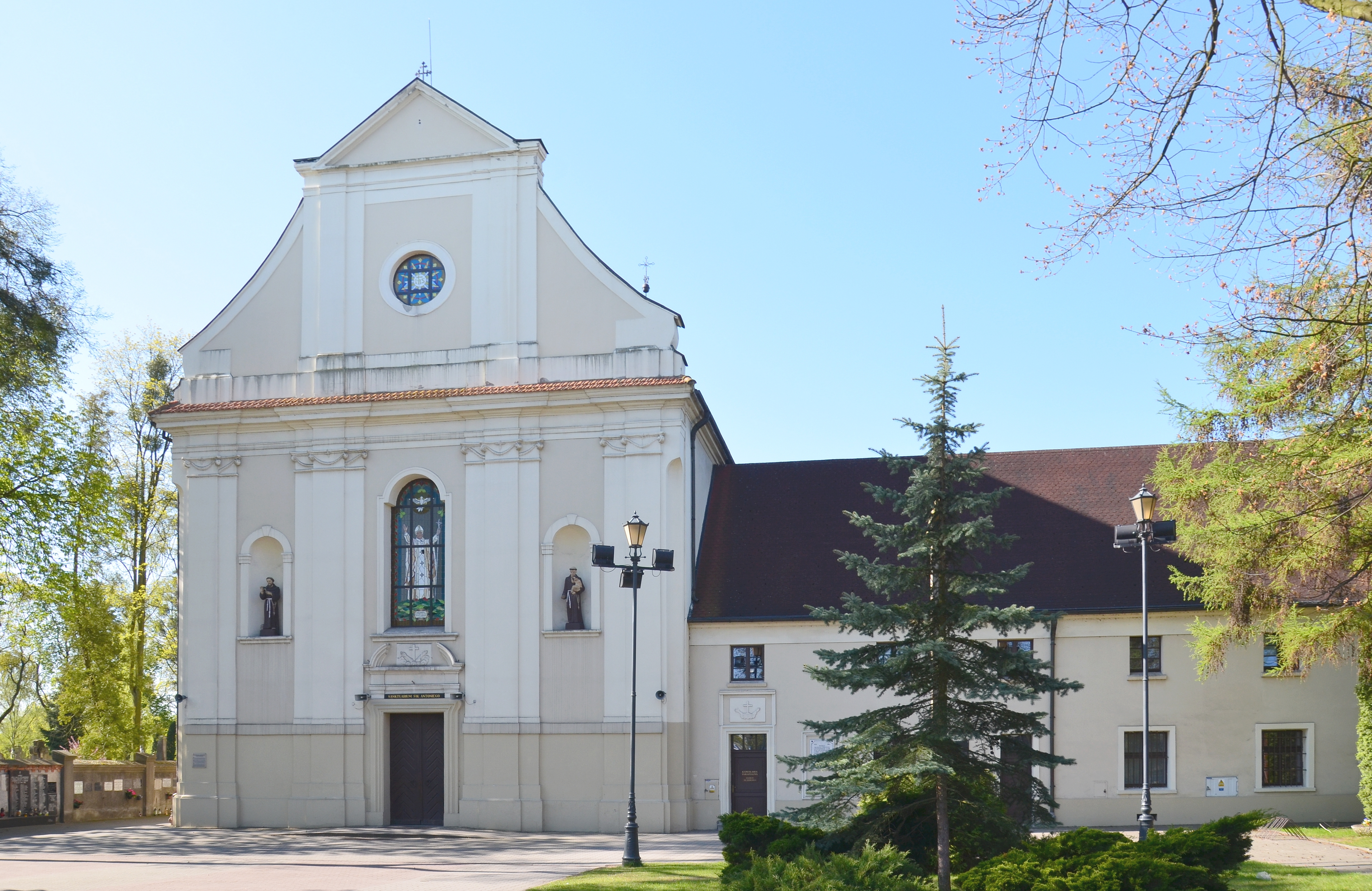
Kościół Niepokalanego Poczęcia Najświętszej Maryi Panny w Brodnicy zwany Klasztorkiem

Na terenie miasta działalność religijną prowadzą następujące kościoły i związki wyznaniowe:

### Kościół rzymskokatolicki
- parafia św. Katarzyny,
- parafia Niepokalanego Poczęcia NMP (przy klasztorze franciszkańskim – sanktuarium św. Antoniego),
- parafia MB Fatimskiej,
- parafia Jezusa Miłosiernego.

### Kościół Ewangelicko-Augsburski
- filiał Brodnica Parafii Ewangelicko-Augsburskiej w Rypinie[43][44]

### Kościół Zielonoświątkowy
- zbór Kościoła Zielonoświątkowego

### Świadkowie Jehowy
- Świadkowie Jehowy: zbór Brodnica–Południe; zbór Brodnica–Północ (w tym grupa ukraińskojęzyczna)[45]

## Cmentarze

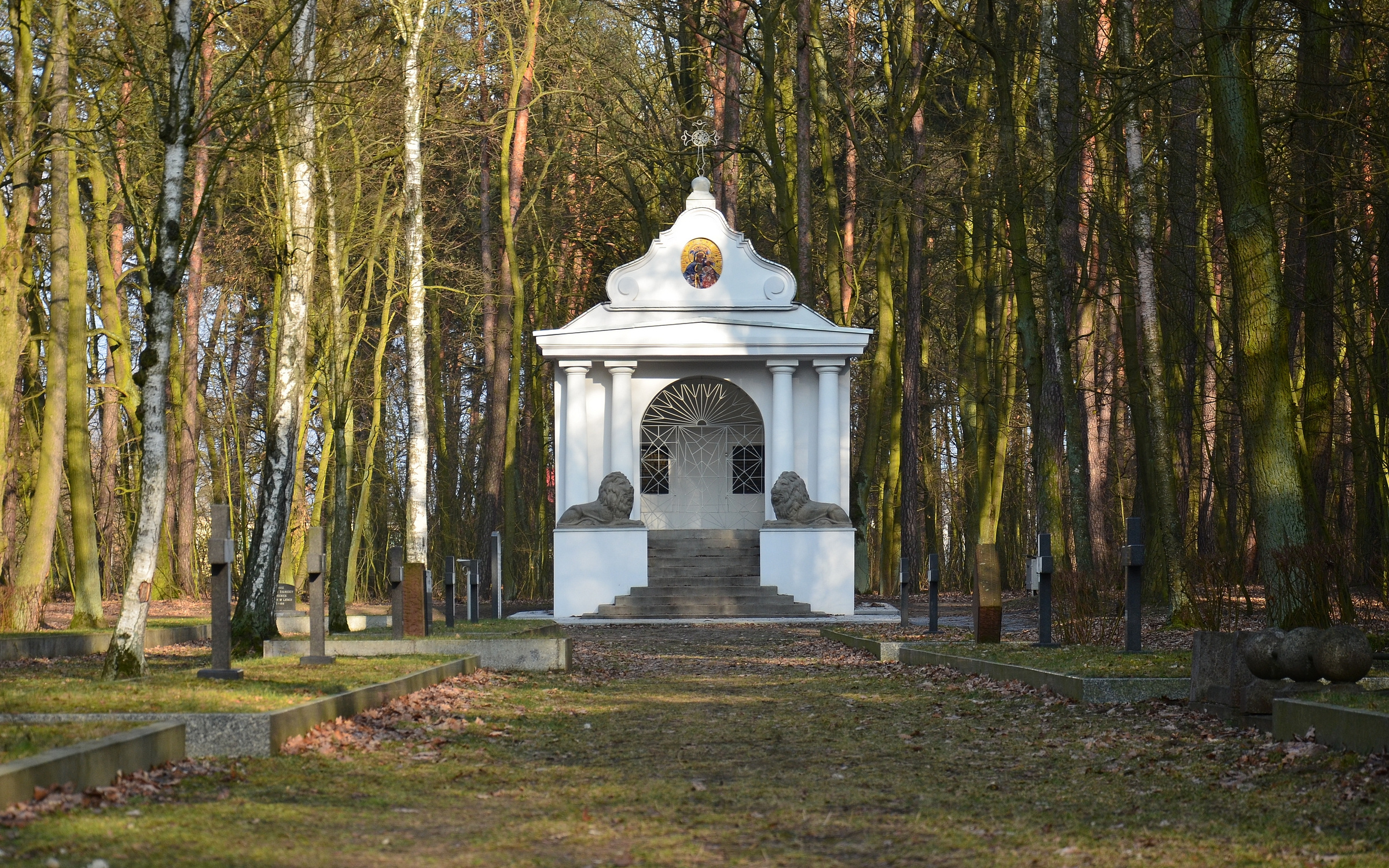
Kaplica-pomnik według projektu Kazimierza Ulatowskiego na cmentarzu wojskowym w Brodnicy

Jednym z najstarszych znanych nam cmentarzy w Brodnicy był cmentarz ewangelicki, którego lokalizacja odpowiada położeniu dzisiejszego Placu Erazma Glicznera (Gliczner został na nim pochowany w 1603 roku). Jego teren został podarowany współwyznawcom w 1599 roku przez starościnę brodnicką Zofię Działyńską. Cmentarz zamknięto w 1798 roku z powodu jego zapełnienia a nowy utworzono na Piaskach (cmentarz ewangelicki przy ul. Sądowej). Trzecią najstarszą nekropolią miasta jest cmentarz parafialny z 1805 roku.

### Obecnie istniejące cmentarze na terenie miasta
- Cmentarz parafialny (otwarty)
- Cmentarz komunalny (otwarty)
- Cmentarz wojskowy (zamknięty)
- Cmentarz ewangelicki przy ul. Sądowej (zamknięty)
- Cmentarz ewangelicki przy ul. Karbowskiej (zamknięty)

## Sport

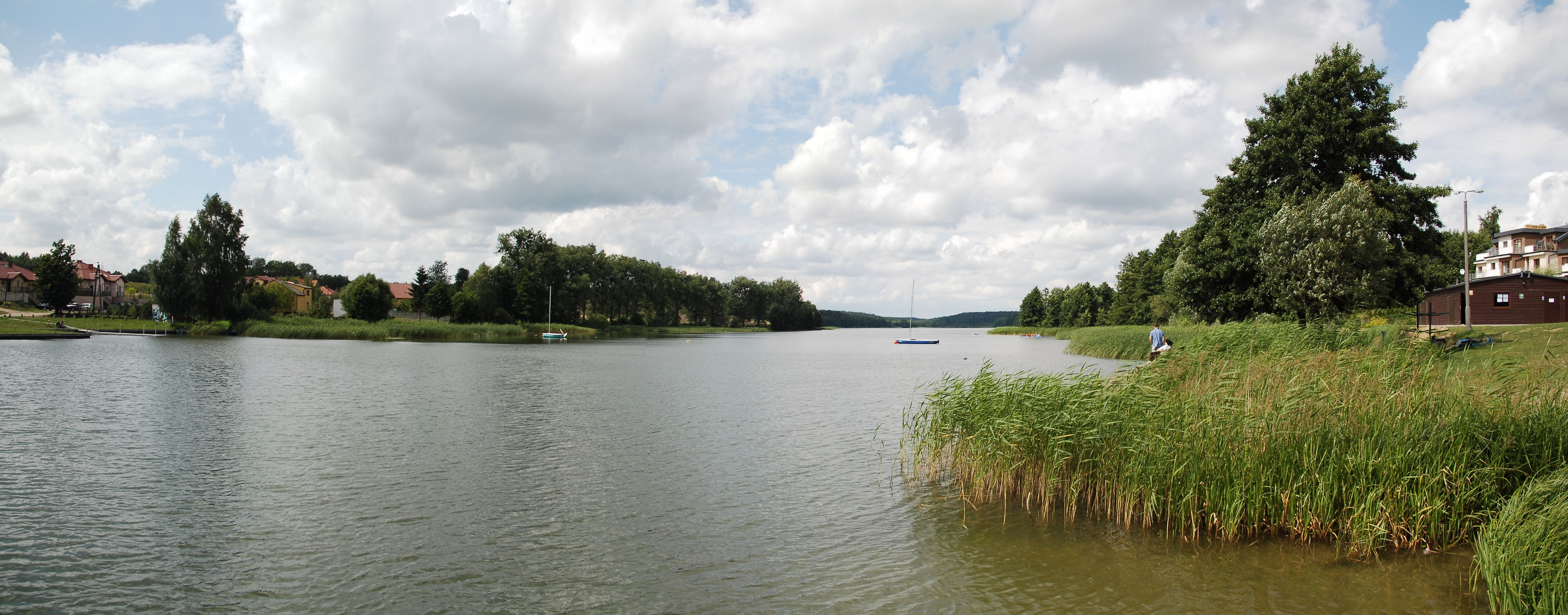
Jezioro Niskie Brodno

W mieście działa w chwili obecnej wiele klubów i towarzystw sportowych m.in.:
- Brodnicki Klub Sportowy Sparta – piłka nożna
- UKS GOL Brodnica – piłka nożna
- Nauczycielski Klub Sportowy Belfer – futsal
- Międzyszkolny Klub Sportowy Brodnica – piłka ręczna
- Brodnickie Towarzystwo Żeglarskie Pojezierze – żeglarstwo
- Uczniowski Klub Sportowy Pojezierze – żeglarstwo
- Uczniowski Klub Sportowy Remus – wioślarstwo
- Uczniowski Klub Sportowy Siódemka Brodnica – pływanie
- Miejski Uczniowski Klub Lekkoatletyczny Brodnica – lekkoatletyka
- Uczniowski Klub Sportowy OSiR – lekkoatletyka, tenis stołowy, tenis ziemny, kręgle, baseball, taniec, fitness
- Międzyszkolny Uczniowski Klub Sportowy Karate Shotokan – karate
- Brodnicka Akademia Aikido – aikido
- Fight Team MMA Brodnica – Mieszane sztuki walki
- Towarzystwo Krzewienia Kultury Fizycznej – szachy[46]

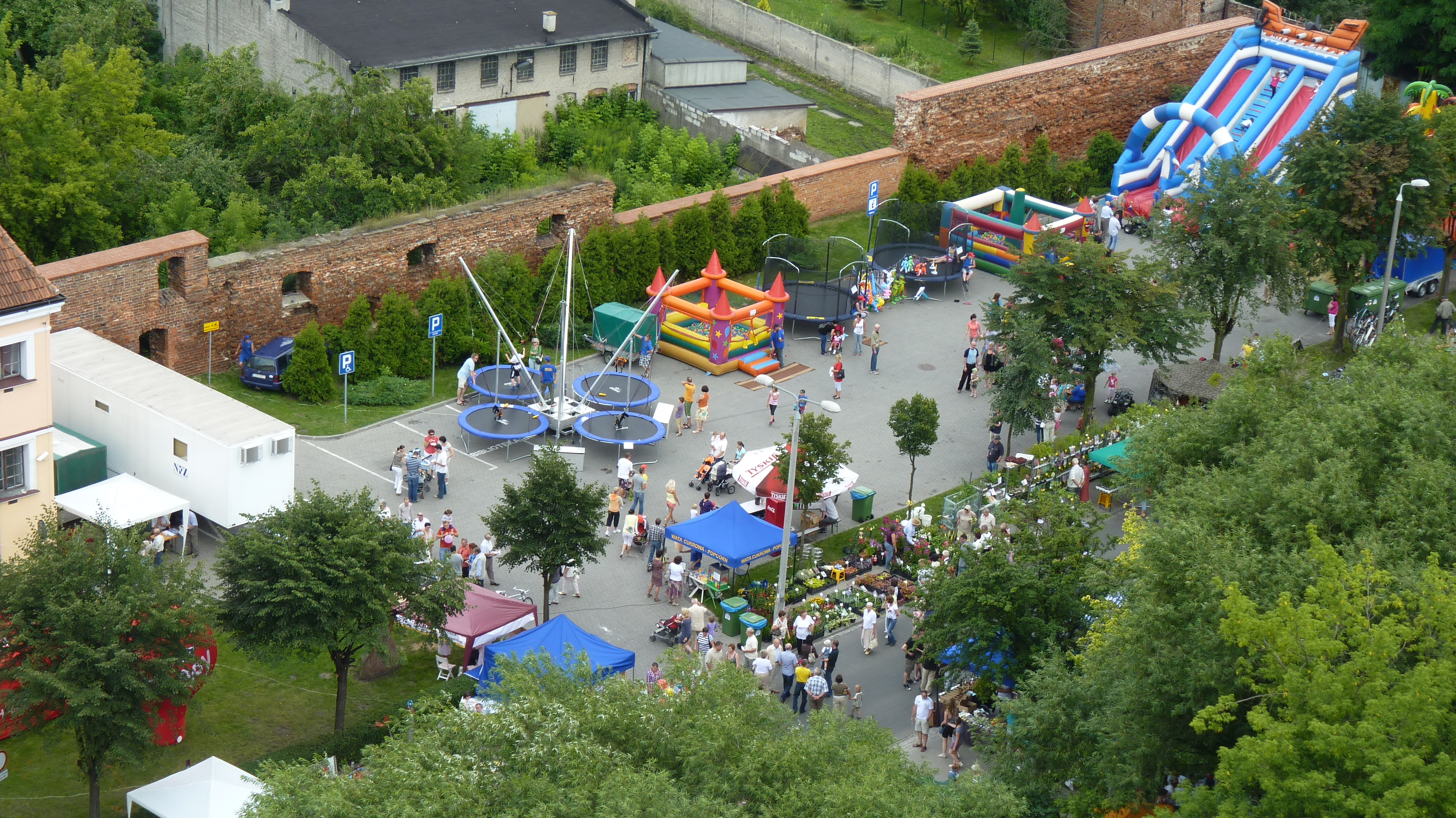
Jedna z imprez na Przedzamczu

W Brodnicy czynne są różnego rodzaju obiekty sportowe zarówno kryte, jak i otwarte. Funkcję reprezentacyjną pełni oddana do użytku 8 września 2006 roku przez Urząd Miasta Brodnicy Hala widowiskowo-sportowa „Księżniczka” zwana potocznie Halą OSiR, obiekt może pomieścić 650 widzów na trybunach i dodatkowo kilkaset na płycie boiska oraz Hala Sportowa I Liceum Ogólnokształcącego im. Filomatów Ziemi Michałowskiej przy ul. Lidzbarskiej 14 oddana do użytku przez Starostwo brodnickie we wrześniu 2012 roku. Jest to pełnowymiarowa hala sportowa o powierzchni użytkowej ponad 2 tysięcy metrów kwadratowych, wyposażona dodatkowo w salę fitness i siłownię wraz z zapleczem sanitarno – magazynowym. Hala posiada także widownię z krzesełkami. Oprócz lekcji wychowania fizycznego na hali odbywają się zajęcia dodatkowe dla uczniów takie jak: piłka siatkowa, koszykówka dziewcząt i chłopców, piłka nożna halowa, zajęcia z tańca oraz ćwiczenia na siłowni.
Miasto posiada także dwa stadiony lekkoatletyczne wraz z boiskami do piłki nożnej, jeden należący do OSiR-u zlokalizowany na Stadionie Miejskim wyposażanym w 945 miejsc siedzących i drugi nowszy obiekt z nawierzchnią tartanową przy Zespole Szkół nr 1 przy ul. Matejki 5. Na terenie miasta znajdują się także dwie kręgielnie (kręgle klasyczne), skatepark, kryta pływalnia, korty tenisowe, siłownie, dwa boiska sportowe typu „Orlik”, boiska do piłki plażowej, siatkowej i koszykówki oraz sześć mniejszych hal sportowych przy szkołach.

## Astro-bazy
- Astrobaza Kopernik przy I Liceum Ogólnokształcącym im. Filomatów Ziemi Michałowskiej

## Media
- Gazety:
  - Nowości Brodnickie – (mutacja Nowości Toruńskich)
  - Gazeta Pomorska – wydanie toruńskie (codziennie jedna strona poświęcona wydarzeniom w Brodnicy i Nowym Mieście Lubawskim)
  - Czas Brodnicy – tygodnik
  - Super Brodnica – tygodnik
  - Ziemia Michałowska – miesięcznik
  - Portal eBrodnica.pl  - portal internetowy założony w 1995 r.

- Telewizje:
  - TVK Eltronik „Media” Sp. z o.o.
  - Brodnicki oddział Multimedia Polska

## Bezpieczeństwo

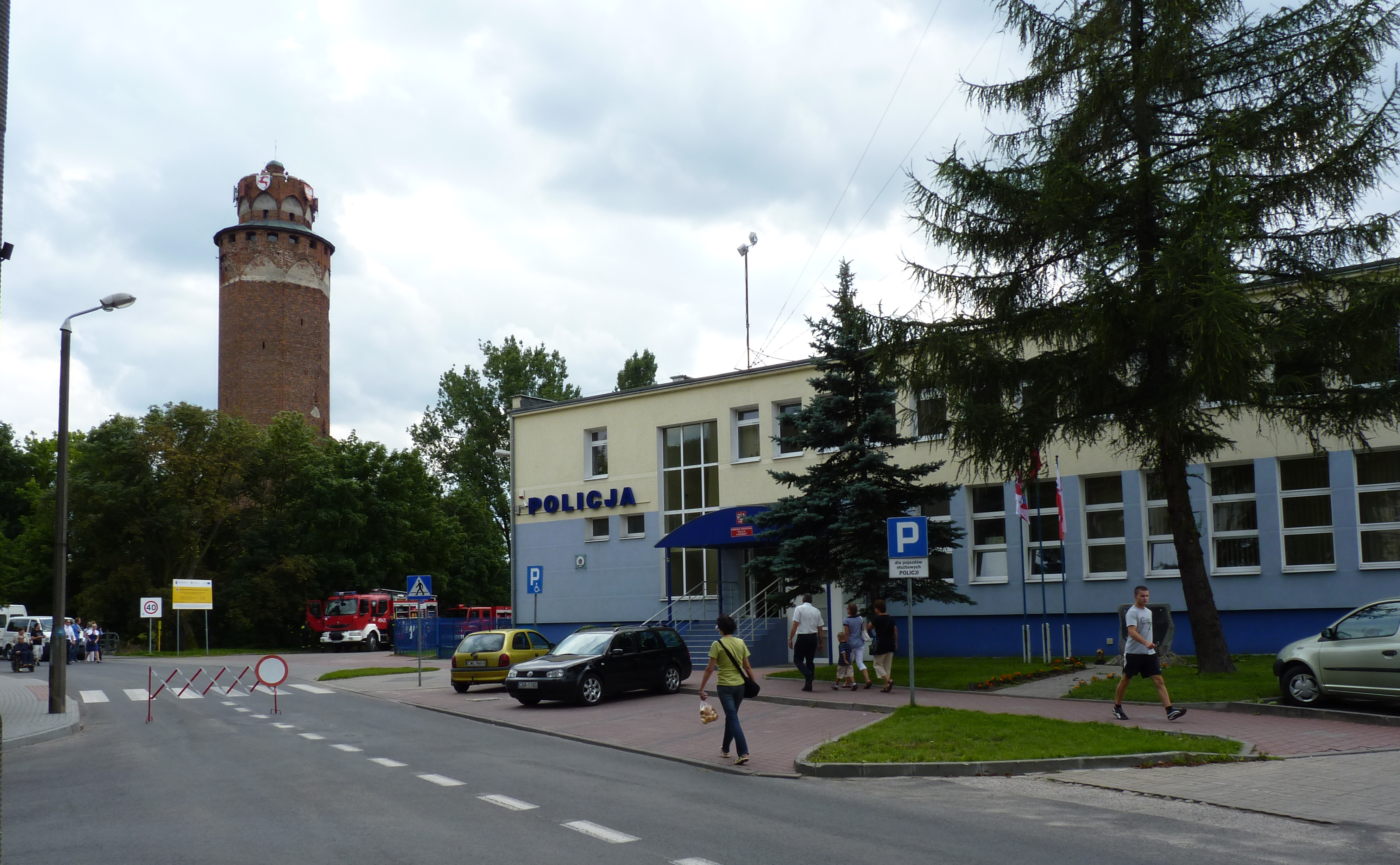
Komenda Powiatowa Policji przy ulicy Zamkowej 13

W Brodnicy znajduje się Komenda Powiatowa Policji, Komenda Powiatowa Państwowej Straży Pożarnej, a także Straż Miejska i oddział celny Urzędu Celnego w Toruniu.

## Brodnica jako garnizon wojskowy

### Jednostki stacjonujące do 1919
- 141 Chełmiński Pułk Piechoty (Kulmer Infanterie-Regiment Nr. 141)

### Jednostki stacjonujące w 1920
- Straż Obywatelska (zobacz: Bitwa pod Brodnicą (1920))
- 36 Brygada Strzelców (15/18 sierpnia 1920 – wojska okupacyjne)
- 65 Pułk Piechoty (1920-21), dowódca ppłk Franciszek Korewo

### Jednostki stacjonujące w 1939
- 67 Pułk Piechoty, w którym służyli m.in.
  - płk piech. January Grzędziński
  - ppłk. Bohdan Sołtys
  - major Marceli Cerklewicz
  - major Leon Kmiotek
  - major Franciszek Perl
  - major Zygmunt Reliszko
- Batalion ON „Brodnica”

### Wojna i okupacja

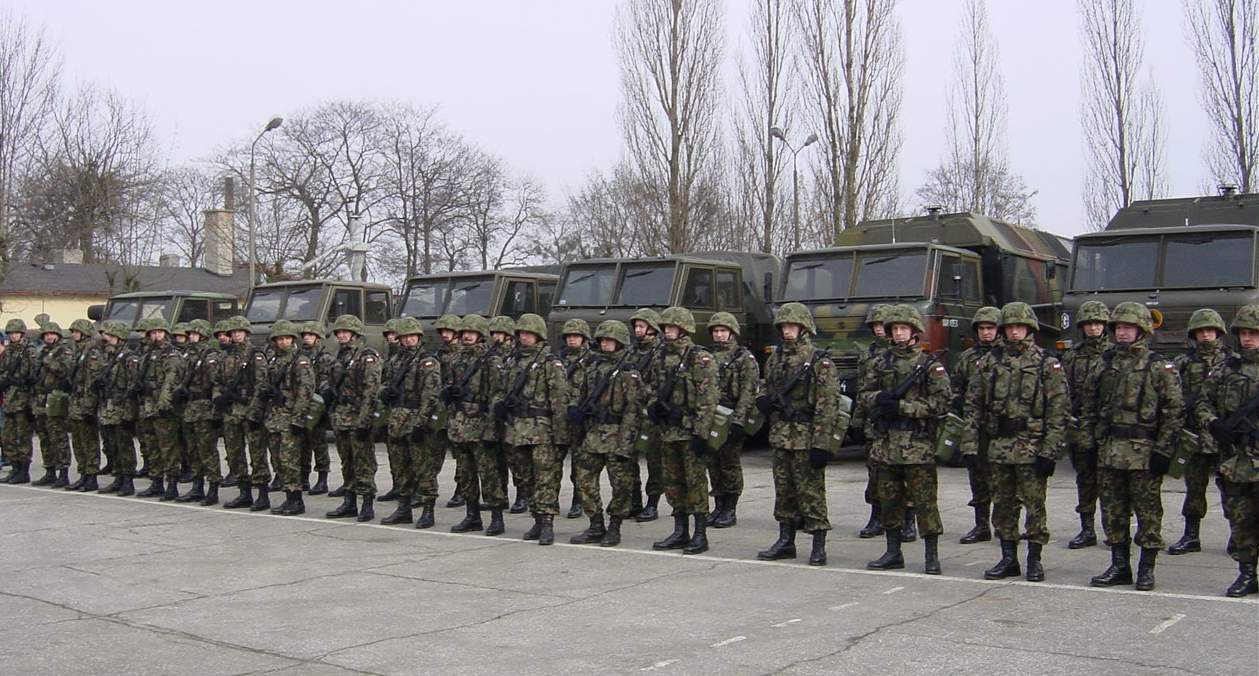
4 Pułk Chemiczny

- Inspektorat Brodnica AK

### Jednostki ludowego WP
- 21 Pułk Moździerzy
- 27 Brygada Moździerzy
- 65 Pułk Artylerii Przeciwlotniczej

### Jednostki wojskowe SZ RP
- 4 Pułk Chemiczny

## Brodnica w filmie
Miasto znane jest przede wszystkim z planu zdjęciowego do filmu Odwróceni, kręcono tu 8 odcinek tego popularnego serialu, w którym przy ulicy Jatki w Brodnicy zastrzelono Władysława Różyckiego ps. „Skalpel”, kapitana mafii pruszkowskiej.
W Brodnicy kręcono również sceny do osadzonego w realiach współczesnej Polski sensacyjnego serialu Defekt, z Magdaleną Cielecką i Piotrem Fronczewskim w rolach głównych.

## Współpraca zagraniczna

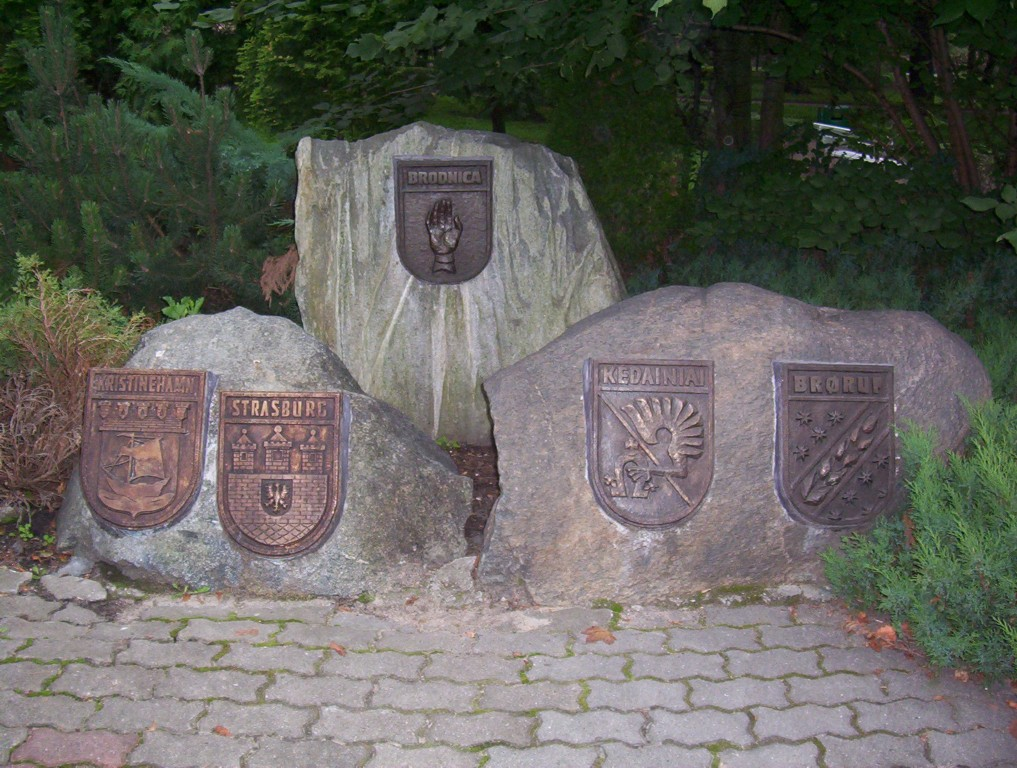
Herby miast partnerskich

- Strasburg (Uckermark) – od 1996 roku
- Kedainiai – od 1998 roku
- Chamalières – od 2003 roku
- Kristinehamn – od 2003 roku
- Koprivnica
- Sewan – od 2010 roku
- Gmina Brørup – od 1994 roku
- Gmina Hummelno En Keppel – od 1995 roku[52]

## Sąsiednie gminy
Brodnica (gmina wiejska), Bobrowo, Zbiczno

## Zobacz też

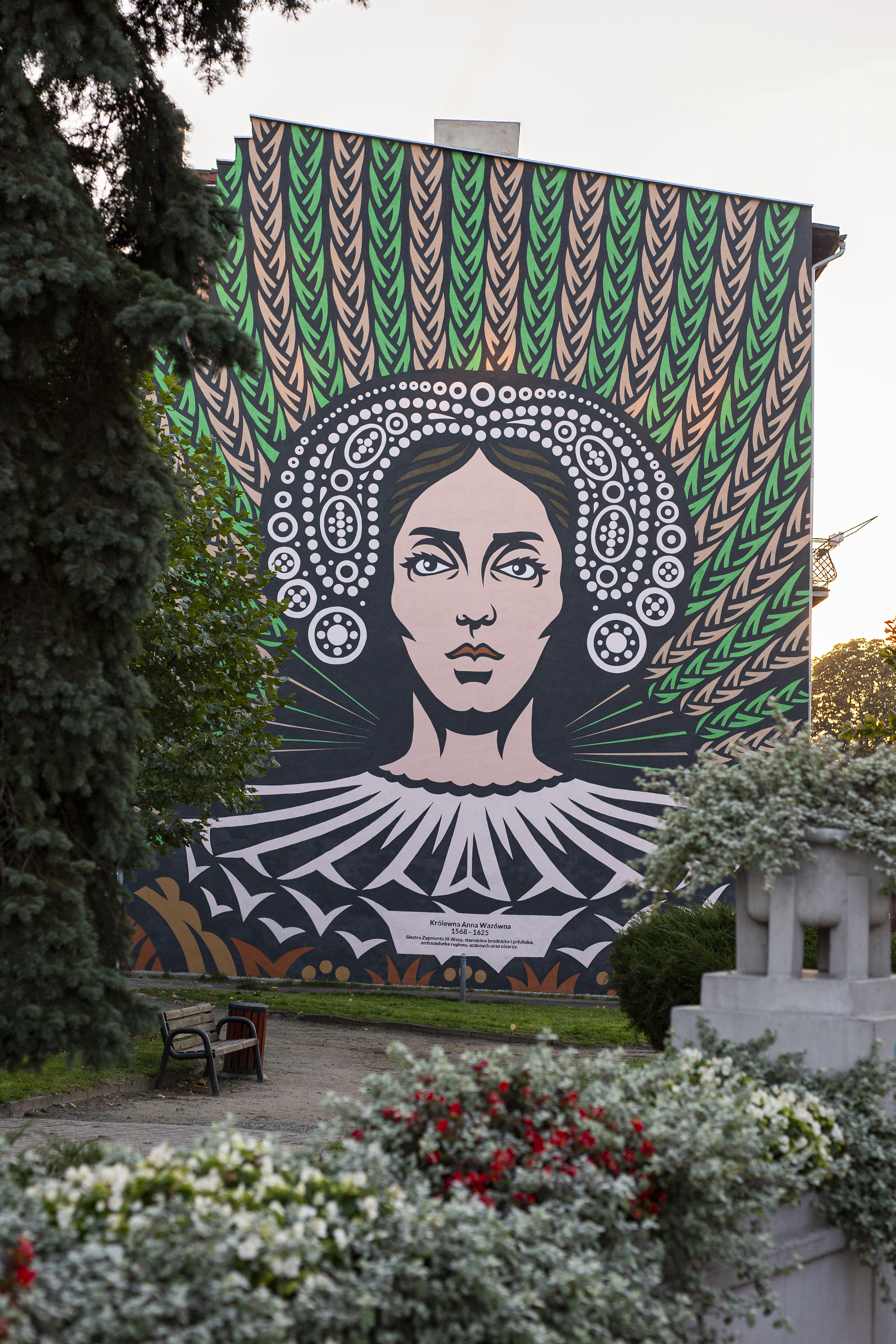
Anna Wazówna na muralu w Brodnicy